# 사르곤 2세

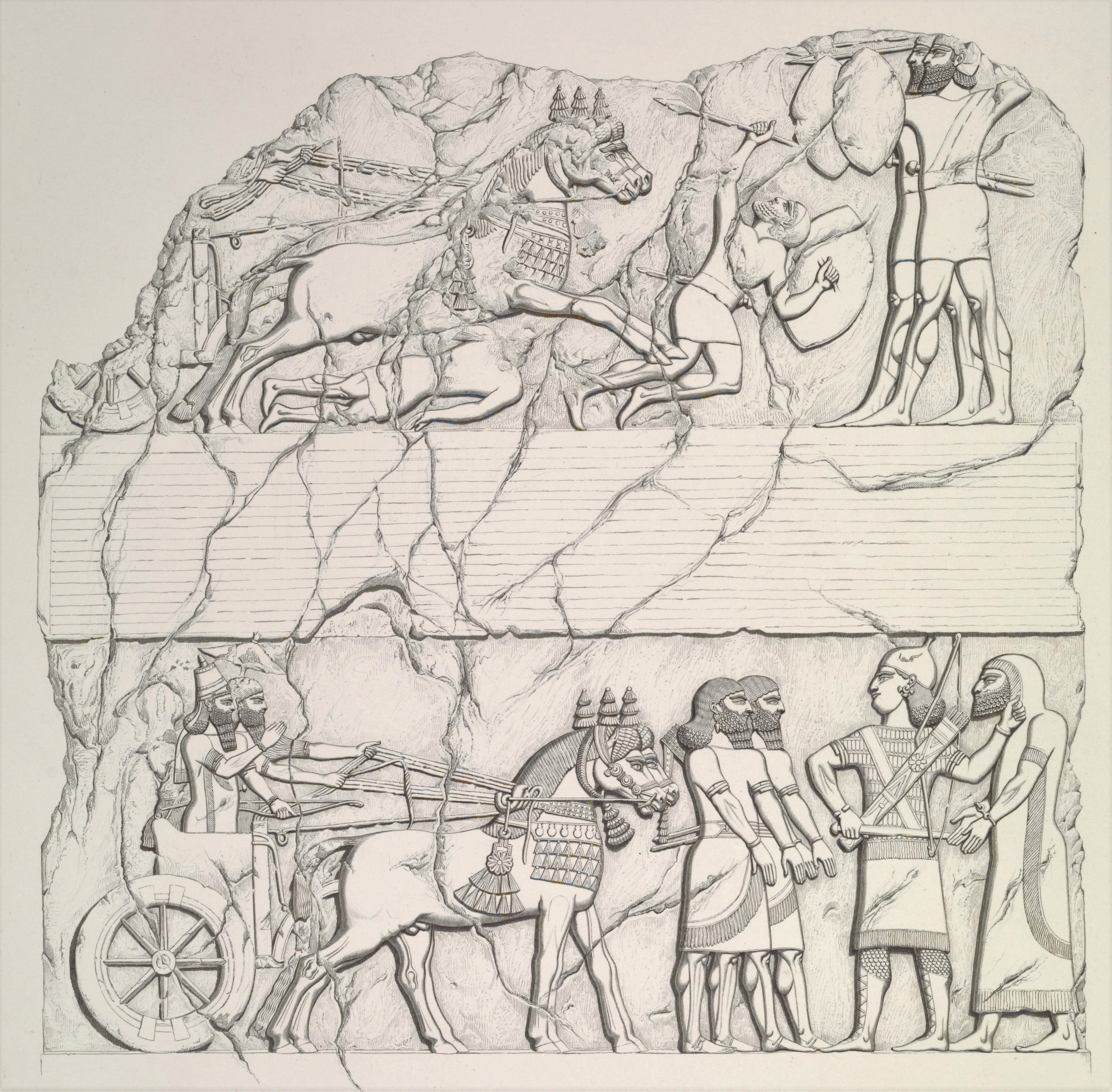
코르사바드의 왕궁 5번 방에 있는 부조로, 아래쪽에는 전차를 탄 사르곤 2세가 묘사되어 있다. 외젠 플랑댕의 《니네베의 기념물》(1849)에 실린 두르샤루킨(코르사바드) 궁전 부조의 복제품.

사르곤 2세(신아시리아 아카드어: 𒈗𒁺, "성실한 왕" 또는 "정당한 왕"이라는 뜻)는 기원전 722년부터 전사한 기원전 705년까지 신아시리아 제국의 왕이었다. 티글라트-필레세르 3세(r. 745–727)의 아들로 추정되는 사르곤은 아마도 그의 형제였을 샬마네세르 5세(r. 727–722)를 전복시킨 후 왕이 되었다고 일반적으로 알려져 있다. 그는 보통 새로운 왕조인 사르곤 왕조의 창시자로 여겨진다.
사르곤 2세는 자신의 통치를 고대 통치자 아카드의 사르곤 (이름을 따온 것으로 추정됨)과 길가메시의 전설을 본떠 만들었다. 그는 알려진 세계를 정복하고, 황금 시대와 새로운 세계 질서를 시작하며, 미래 세대에게 기억되고 존경받기를 열망했다. 17년간의 통치 기간 동안 사르곤은 아시리아 영토를 크게 확장하고 중요한 정치 및 군사 개혁을 단행했다. 뛰어난 전사이자 군사 전략가였던 사르곤은 직접 병사들을 이끌고 전투에 나섰다. 그의 통치 말기에는 모든 주요 적과 경쟁자들이 격파되거나 평정되었다. 사르곤의 가장 큰 업적 중 하나는 레반트에 대한 아시리아의 통제를 안정화하고, 북부 우라르투 왕국을 약화시키며, 바빌로니아를 재정복한 것이었다. 기원전 717년부터 707년까지 사르곤은 자신을 기념하는 새로운 아시리아 수도 두르샤루킨('사르곤의 요새')을 건설하여 기원전 706년에 자신의 공식 거주지로 삼았다.
사르곤은 자신을 정의를 유지하고 보장하도록 신이 명한 존재로 여겼다. 다른 아시리아 왕들과 마찬가지로 사르곤은 때때로 적들에게 잔혹한 형벌을 가했지만, 그의 통치 기간 동안 민간인에 대한 잔혹 행위는 알려진 바 없다. 그는 정복된 외국 민족을 제국에 동화시키고 통합하기 위해 노력했으며, 그들에게 토착 아시리아인과 동일한 권리와 의무를 부여했다. 그는 여러 차례 패배한 적들을 용서했고, 외국 왕들 및 정복한 땅의 지배 계층과 좋은 관계를 유지했다. 사르곤은 또한 왕궁에서 여성과 서기관 모두의 영향력과 지위를 높였다.
사르곤은 기원전 705년에 아나톨리아의 타발에 대한 마지막 원정을 시작했다. 그는 전투에서 사망했고 아시리아 군대는 그의 시신을 수습할 수 없어 전통적인 매장이 불가능했다. 고대 메소포타미아 종교에 따르면, 그는 영원히 불안정한 유령으로 남을 저주를 받았다고 한다. 사르곤의 운명은 아시리아인들에게 큰 심리적 충격이었고 그의 유산에 손상을 입혔다. 사르곤의 아들 센나케립은 아버지의 죽음에 깊이 고통받았고, 아버지가 어떤 심각한 죄를 저질렀음에 틀림없다고 믿었다. 결과적으로 센나케립은 사르곤과 거리를 두었다. 사르곤은 후대 고대 문헌에서 거의 언급되지 않았고, 19세기에 두르샤루킨 유적이 발견될 때까지 거의 완전히 잊혀졌다. 그는 1860년대에 이르러서야 아시리아학에서 실제 왕으로 완전히 인정되었다. 그의 정복과 개혁 덕분에 사르곤은 오늘날 가장 중요한 아시리아 왕 중 한 명으로 평가된다.

## 배경

### 혈통과 왕위 계승

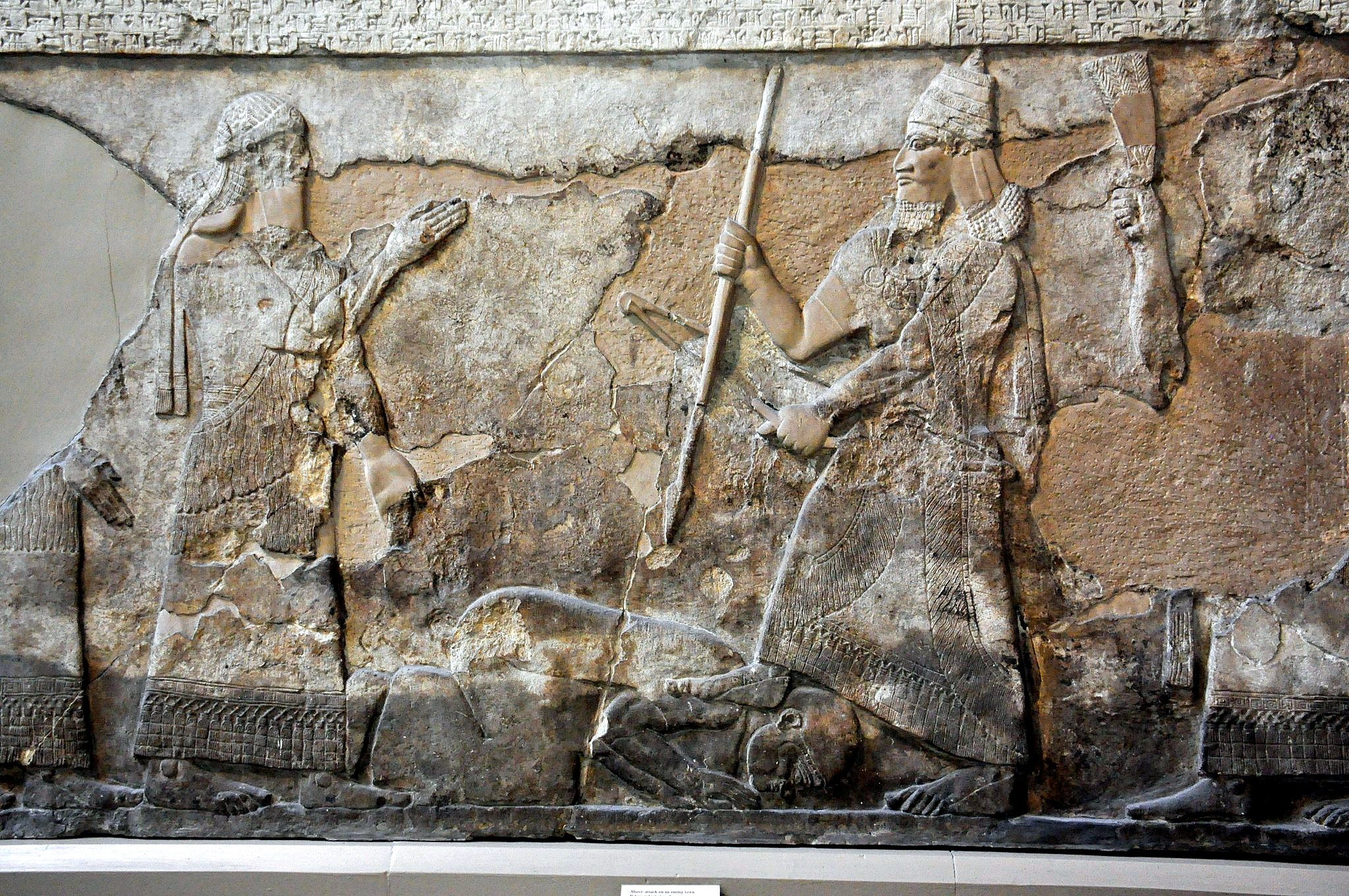
님루드에서 발견된 부조로, 사르곤 2세의 아버지로 추정되는 티글라트-필레세르 3세(기원전 745–727년, 오른쪽)와 그의 형제로 추정되는 샬마네세르 5세(기원전 727–722년, 왼쪽)가 묘사되어 있다.

사르곤 2세가 왕이 되기 전의 삶에 대해서는 알려진 바가 거의 없다. 그는 아마도 c. 기원전 770년에 태어났을 것이고, 늦어도 c. 기원전 760년 이후에는 태어나지 않았을 것이다. 그의 통치 이전에는 티글라트-필레세르 3세(r. 745–727)와 티글라트-필레세르의 아들 샬마네세르 5세(r. 727–722)가 있었다. 사르곤은 일반적으로 새로운 왕조인 사르곤 왕조의 창시자로 여겨지지만, 그는 아마도 당시 아다시드 왕조의 자손이었을 것이다. 사르곤은 신아시리아 제국이 반란과 역병으로 고통받던 아슈르-단 3세(r. 773–755)와 아슈르-니라리 5세(r. 755–745)의 통치 기간에 성장했다. 당시 아시리아의 위신과 권력은 극적으로 쇠퇴했다. 이 추세는 티글라트-필레세르의 재임 기간 동안 역전되었는데, 그는 강력한 관리들의 영향력을 줄이고, 군대를 개혁했으며 제국의 크기를 두 배 이상 늘렸다. 티글라트-필레세르와 달리 샬마네세르의 짧은 통치에 대해서는 알려진 바가 거의 없다.
왕들은 보통 비문에서 자신의 기원을 상세히 설명했지만, 사르곤은 아시리아의 국가 신 아슈르가 자신을 왕위에 불렀다고 진술했다. 사르곤은 두 개의 알려진 비문에서 자신을 티글라트-필레세르의 아들이라고 언급했으며, 시리아 하마에서 발견된 것으로 추정되는 보로프스키 석비에는 그의 "왕실 아버지들"이 언급되어 있다. 대부분의 역사학자들은 사르곤이 티글라트-필레세르의 아들이었지만 샬마네세르 이후의 정당한 왕위 계승자는 아니었다는 점을 조심스럽게 받아들인다. 사르곤이 티글라트-필레세르의 아들이었다면, 그의 어머니는 왕비 이아바였을 수도 있다. 나탈리 나오미 메이와 같은 일부 아시리아학자들은 사르곤이 제국 서부 지역의 아다시드 왕조의 방계 가문 출신이었다고 제안했다. 바빌로니아에서는 사르곤과 그의 후계자들이 "하니갈바트 왕조"(서부 영토)의 일부로 간주되었고, 이전 아시리아 왕들은 "발틸 왕조"(발틸은 고대 아시리아 수도 아수르의 가장 오래된 지역 이름)의 일부로 간주되었다. 아마도 사르곤은 수세기 전에 하니갈바트에 세워진 왕실의 후계 분파와 연결되어 있었을 것이다. 존 앤서니 브링크만과 같은 일부 아시리아학자들은 사르곤이 직계 왕실 혈통에 속하지 않았다고 믿는다.

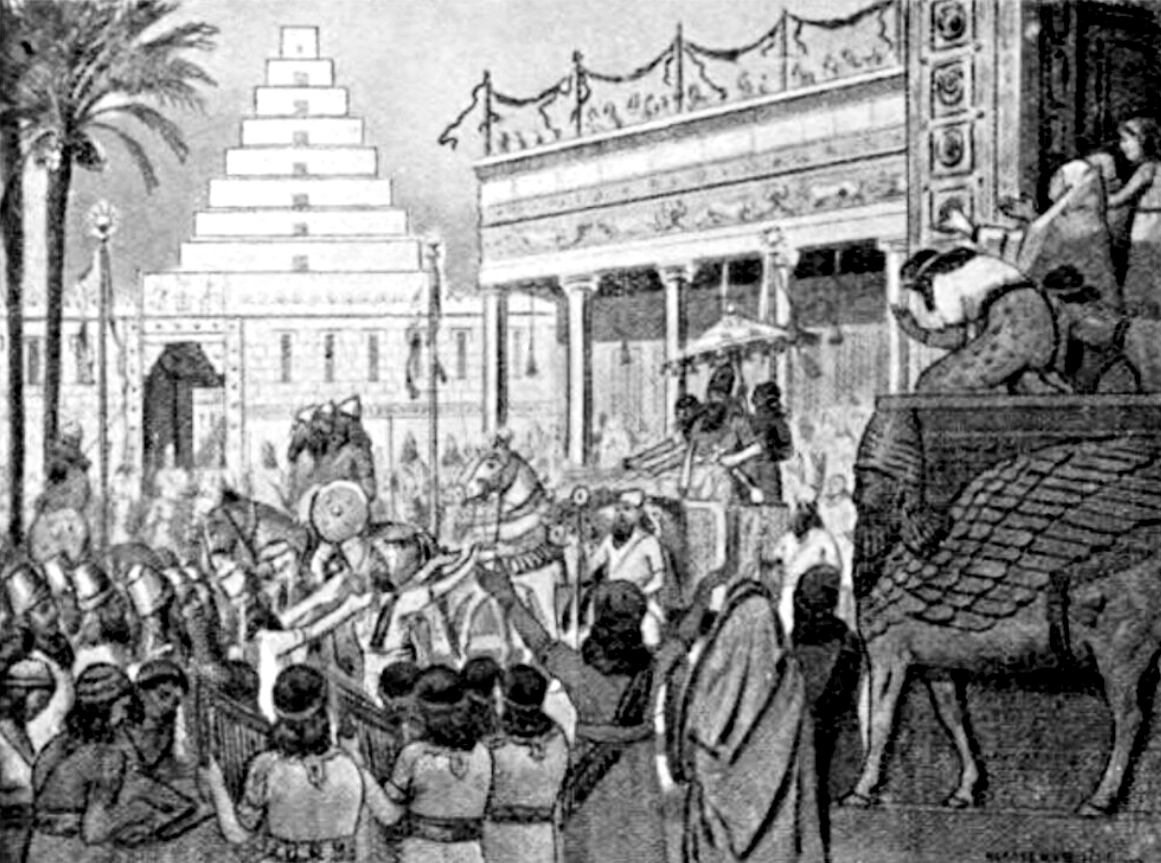
기원전 722년 사르곤이 왕으로 선포되는 20세기 삽화

바빌로니아 연대기는 샬마네세르가 기원전 722년 1월에 사망했고 같은 달에 사르곤이 왕위를 계승했으며, 그는 40대에서 50대 사이였다고 기록한다. 그의 즉위를 둘러싼 정확한 사건들은 불분명하다. 조세트 엘라이와 같은 일부 역사학자들은 사르곤이 합법적으로 왕위를 계승했다고 믿는다. 그러나 대부분의 학자들은 그를 찬탈자로 본다. 한 가지 이론은 사르곤이 샬마네세르를 살해하고 궁정 쿠데타를 통해 왕위를 장악했다는 것이다. 사르곤은 자신의 전임자들을 거의 언급하지 않았으며 즉위 시 대규모 국내 반대에 직면했다. 샬마네세르에게는 왕위를 계승할 수 있는 아들들이 있었을 것으로 추정되며, 예를 들어 궁정 관리인 아슈르-다인-아플루는 사르곤 왕조 시대에도 중요한 지위를 유지했다. 사르곤이 샬마네세르를 언급한 유일한 기록은 아슈르가 그의 정책에 대해 그를 벌했다는 내용이다.
세상의 왕을 두려워하지 않는 샬마네세르는 이 도시(아수르)에 신성모독을 저질렀고, 그의 백성에게 강제 노역과 무거운 부역을 부과하여 노동 계급처럼 대우하였다. 신들의 일릴은 노여워하여 그의 통치를 전복시키고, 나 사르곤을 아시리아의 왕으로 임명하였다. 그분은 나의 머리를 높이 들게 하셨고, 나에게 왕홀과 왕좌, 그리고 왕관을 쥐게 하셨다.

사르곤은 샬마네세르에게 아수르에 부과된 정책에 대한 책임을 묻지 않았는데, 이는 그가 다른 곳에서 이 정책들이 대부분 먼 과거에 제정되었다고 기록했기 때문이다. 아수르 주민들에게 강제 노역을 부과한 것은 샬마네세르가 아니라 티글라트-필레세르였다. 샬마네세르의 여러 정책과 행위는 사르곤에 의해 철회되었다. 샬마네세르에 의해 추방되었던 타발(아나톨리아의 한 지역)의 왕 훌리는 복위되었고, 사르곤은 샬마네세르의 이집트와의 무역 감소 시도를 되돌렸다.

### 이름

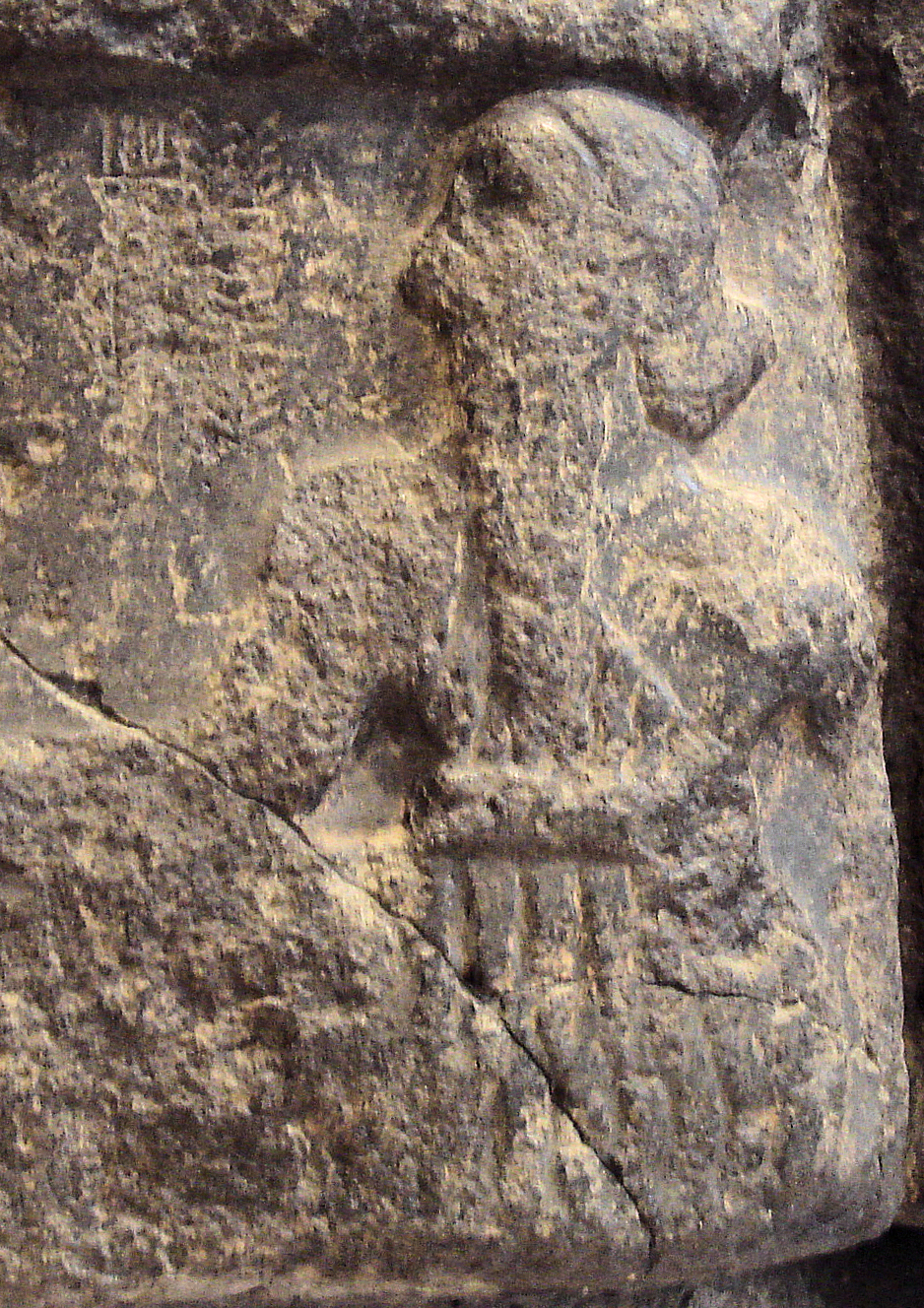
아카드의 사르곤(c.2334–2279 BC)이 그의 승리 석비에 묘사된 모습. 사르곤 2세는 이 고대 왕의 존호를 따랐고 그의 업적을 모방하려 했다.

사르곤 2세는 천 년 이상 만에 처음으로 사르곤이라는 이름을 가진 왕이었다. 그의 통치 이전에 같은 이름을 가진 메소포타미아 왕은 두 명 있었다. 기원전 19세기의 소아시리아 왕인 사르곤 1세(현대 역사학자들이 사르곤 2세의 번호를 매길 때 기준으로 삼음)와 훨씬 더 유명한 기원전 24세기~23세기의 메소포타미아의 많은 부분을 정복하고 아카드 제국을 건설한 아카드의 사르곤이었다. 사르곤은 아마도 가정한 존호였을 것이다. 고대 메소포타미아에서 왕의 이름은 신중하게 선택되었으며, 왕의 통치 분위기를 설정했다. 사르곤은 아카드의 사르곤이 사용했던 이름을 따서 이름을 선택했을 가능성이 높다. 후기 아시리아 문헌에서 사르곤 2세와 아카드의 사르곤의 이름은 동일한 철자로 표기된다. 사르곤 2세는 때때로 명시적으로 "두 번째 사르곤"(Šarru-kīn arkû)이라고 불리기도 한다. 고대 사르곤의 정복 범위는 정확히 잊혀졌지만, 전설적인 통치자는 여전히 "세계의 정복자"로 기억되었다. 사르곤 2세 역시 자신의 제국 확장에 적극적으로 나섰다.
이름의 역사적 연관성 외에도 사르곤은 자신의 존호를 정의와 연결시켰다. 여러 비문에서 사르곤은 자신의 이름을 백성들이 정의로운 삶을 살도록 보장하는 신의 명령과 같다고 묘사했으며, 예를 들어 두르샤루킨이라는 자신의 새로운 수도를 건설하기 위해 선택한 토지 소유자들에게 보상한 내용의 비문에는 다음과 같이 기록되어 있다.
위대한 신들이 나에게 준 이름에 따라 – 정의와 권리를 유지하고, 강하지 못한 자들에게 지침을 주며, 약한 자들을 해치지 않기 위해 – 그 도시 [코르사바드]의 밭값을 원래 소유주들에게 돌려주었다...

이 이름은 가장 일반적으로 Šarru-kīn으로 쓰였지만, Šarru-ukīn도 사용되었다. 사르곤의 이름은 일반적으로 의로움과 정의의 의미에서 "충실한 왕"으로 해석된다. 또 다른 대안은 Šarru-kīn이 Šarru-ukīn의 축약된 발음인 Šarrukīn의 음성적 재현이라는 것이다. 이는 "왕이 질서를 얻었/확립했다"는 의미로 해석되어야 하며, 아마도 그의 전임자 아래 또는 사르곤의 찬탈로 인해 발생한 혼란을 암시할 수 있다. Šarru-kīn은 또한 "정당한 왕" 또는 "진정한 왕"으로 해석될 수 있으며, 사르곤이 왕위의 합법적인 상속자가 아니었기 때문에 선택되었을 수도 있다. 고대 아카드의 사르곤 역시 찬탈을 통해 왕이 되었다. 현대의 일반적인 이름인 사르곤의 기원은 완전히 명확하지 않지만, 아마도 히브리어 성경(srgwn)의 철자를 기반으로 했을 것이다.

## 통치

### 초기 통치와 반란

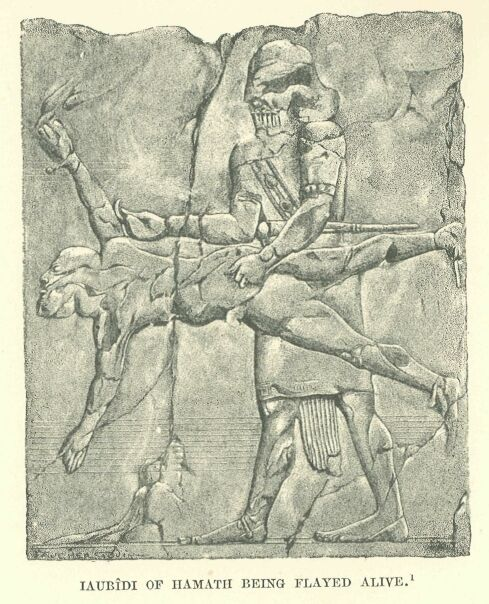
두르샤루킨에서 발견된 부조의 1903년 삽화로, 반란군 지도자 야후-비흐디가 살가죽이 벗겨짐을 당하는 모습이 묘사되어 있다.

사르곤의 통치는 아시리아의 심장부에서 그의 통치에 대한 대규모 저항으로 시작되었다. 이 정치적 불안정은 신속하게 진압되었지만, 여러 주변 지역이 독립을 되찾는 결과를 낳았다. 기원전 721년 초, 비트 야킨 부족 출신의 칼데아 군벌 마르둑-아플라-이디나 2세는 바빌론을 점령하고 8년간의 아시리아 통치 이후 바빌로니아의 독립을 회복하며 동쪽의 엘람과 동맹을 맺었다. 사르곤은 마르둑-아플라-이디나의 바빌로니아 장악을 용납할 수 없다고 여겼지만, 기원전 720년 데르 근처에서 그를 물리치려는 시도는 실패했다. 동시에 시리아 하마의 야후-비흐디는 아시리아 지배에 반대하기 위해 북부 레반트의 소규모 국가 연합을 결성했다.
이러한 반란 외에도 사르곤은 샬마네세르 통치 기간의 미완성된 분쟁을 처리해야 했을 수도 있다. 720년대 어느 시점에 아시리아인들은 수년간의 포위 끝에 사마리아를 점령하고 북이스라엘 왕국을 종식시켰으며, 그 영토는 새로운 아시리아 지방인 사메리나가 되었다. 사르곤은 도시를 정복했다고 주장했지만, 바빌로니아 연대기와 히브리어 성경 모두 이스라엘의 함락을 샬마네세르 통치의 중요한 사건으로 보았으므로 샬마네세르가 도시를 점령했을 가능성이 더 높다. 사르곤이 정복했다고 주장하는 것은 야후-비흐디의 반란 이후 도시가 다시 점령된 것과 관련이 있을 수 있다. 샬마네세르 또는 사르곤은 아시리아 제국 전역으로 사마리아 주민들을 분산 이주시켰는데, 이는 표준적인 재정착 정책에 따른 것이었다. 이 특정 재정착으로 인해 사라진 열 지파가 발생했다. 사르곤은 자신의 비문에서 27,280명의 이스라엘 백성을 재정착시켰다고 주장했다. 비록 재정착된 주민들에게는 감정적으로 고통스러운 일이었겠지만, 아시리아인들은 그들의 노동력을 중요하게 여겼으며 일반적으로 가족과 소지품과 함께 안전하고 편안하게 운송하여 그들을 잘 대우했다.
720년에 바빌로니아를 마르둑-아플라-이디나 2세로부터 재탈환하는 데 실패한 직후, 사르곤은 야후-비흐디에 대한 원정을 벌였다. 야후-비흐디의 지지자 중에는 아르파드, 다마스쿠스, 수무르 (레반트) 및 사마리아가 포함되었다. 반란에 참여한 도시 중 세 곳(아르파드, 수무르, 다마스쿠스)은 봉신국이 아니었다. 이들의 영토는 왕실이 임명한 아시리아 총독이 통치하는 아시리아 지방으로 전환된 상태였다. 이 반란은 사르곤의 전임자들이 시리아에 확립한 행정 체제를 무너뜨릴 위협이었으며 반란군들은 발견하는 모든 현지 아시리아인들을 학살했다.
사르곤은 오론테스강의 카르카르에서 야후-비흐디와 그의 연합군과 교전했다. 야후-비흐디는 패배하여 카르카르로 도망쳤고, 사르곤은 그곳을 포위하여 점령했다. 사르곤의 군대는 카르카르를 파괴하고 주변 지역을 황폐화시켰다. 야후-비흐디는 가족과 함께 아시리아로 추방된 후 살가죽이 벗겨졌다. 하마와 다른 반란 도시들은 다시 병합되었다. 시리아에서 수많은 사람들이 제국의 다른 지역으로 재정착되는 동시에, 사르곤은 "죄를 지은 아시리아인" 6,300명을 포함하여 일부 사람들을 시리아로 재정착시켰다. 이들은 아마도 사르곤이 즉위했을 때 그에게 맞서 싸웠지만 목숨을 건진 아시리아 심장부 출신이었을 것이다. 사르곤은 그들의 재정착을 자비로운 행위로 묘사했다. "나는 그들의 죄를 간과하고 그들에게 자비를 베풀었다."
야후-비흐디의 반란과 거의 동시에 남부 가자의 하누누도 아시리아에 반란을 일으켰다. 사르곤이 야후-비흐디를 물리친 후, 그는 남쪽으로 진군했다. 도중에 에크론과 깁베톤을 포함한 다른 도시들을 점령한 후, 아시리아인들은 라파에서 고대 이집트의 동맹군에 의해 병력이 증강된 하누누를 물리쳤다. 이 범죄에도 불구하고 가자는 완전 병합되지 않고 반자치 봉신국으로 유지되었는데, 아마도 이집트와의 국경에 위치한 전략적 중요성 때문이었을 것이다.

### 대리 전쟁과 소규모 분쟁

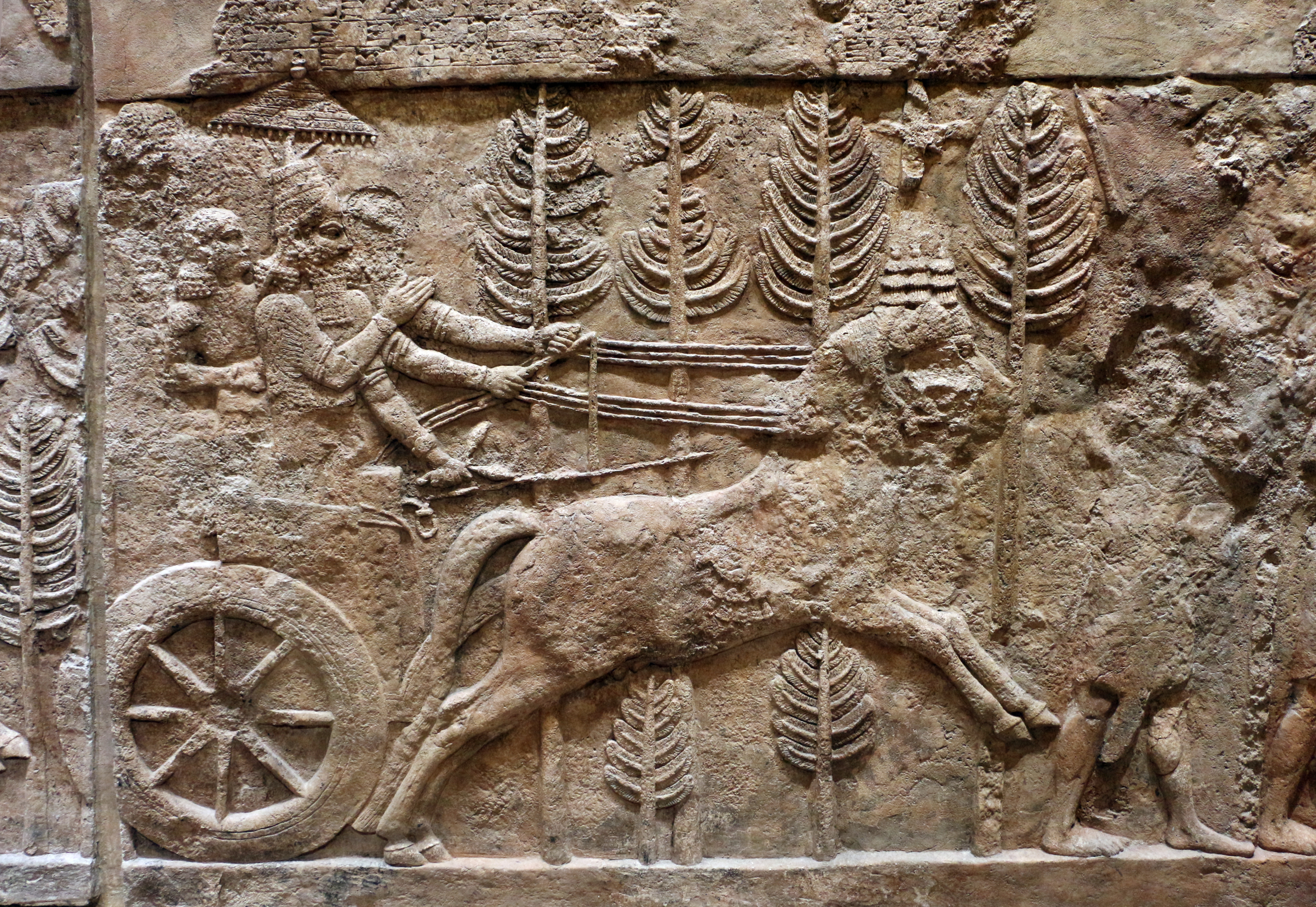
두르샤루킨 궁전의 부조 중 하나에 전차를 탄 사르곤의 모습.

사르곤에게 가장 시급한 문제는 북쪽의 우라르투 왕국이었다. 과거에 아시리아와 힘과 영향력 면에서 경쟁하기도 했을 때만큼 강력하지는 않았지만, 우라르투는 여전히 북쪽의 많은 소규모 국가들에게 대안적인 종주국으로 남아 있었다. 718년, 사르곤은 이러한 국가 중 하나인 만나이에 개입했다. 이 원정은 군사적 노력만큼이나 외교적인 노력이었다. 만나이의 왕 이란주는 25년 이상 아시리아의 봉신이었으며 사르곤에게 도움을 요청했다. 우라르투와 연합한 귀족 미타티의 반란이 이란주 왕국의 절반을 점령했지만, 사르곤 덕분에 미타티의 봉기는 진압되었다. 반란군에 대한 승리 직후 이란주는 사망했고, 사르곤은 후계 문제에 개입하여 이란주의 아들 아자가 만나이의 왕위에 오르는 것을 지원했다. 또 다른 아들인 울루수누는 형의 즉위에 반대했고 우라르투의 루사스 1세가 그를 지지했다.
사르곤의 또 다른 주요 외적은 중앙 아나톨리아의 강력하고 확장주의적인 프리기아의 미다스였다. 사르곤은 프리기아와 우라르투 간의 동맹 가능성과 미다스가 아시리아 봉신국들을 반란하도록 부추기는 대리 전쟁 사용에 대해 우려했다. 사르곤은 미다스와 직접 싸울 수는 없었지만, 신히타이트 국가들 중 그의 봉신들이 일으킨 봉기를 처리해야 했다. 이들 대부분은 남부 아나톨리아의 산악 지대에 멀리 떨어져 있었다. 미다스와 루사스 간의 소통을 막기 위해 타발 (지역)과 히야와 지역을 통제하는 것이 중요했다. 서로 경쟁하고 아시리아, 프리기아, 우라르투 간에 다툼이 있었던 타발은 천연자원(은 포함)이 풍부했기 때문에 특히 중요했다. 사르곤은 718년에 타발을 공격했는데, 주로 공물을 보류하고 미다스와 공모했던 시누흐투의 키아키를 상대로 했다. 사르곤은 고립되고 험난한 지형 때문에 타발을 정복할 수 없었다. 대신 시누흐투는 경쟁적인 타발 통치자인 아툰나의 쿠르티에게 주어졌다. 쿠르티는 718년과 713년 사이에 미다스와 공모했지만, 나중에는 사르곤에게 충성을 유지했다.
사르곤은 717년에 시리아로 돌아와 카르케미시의 피시리가 이끄는 봉기를 진압했다. 피시리는 야후-비흐디의 반란 때 사르곤을 지지했지만, 이제는 미다스와 공모하여 이 지역의 아시리아 패권을 전복시키려 했다. 봉기는 진압되었고 카르케미시 주민들은 추방되었으며 그 자리는 아시리아인들로 채워졌다. 도시와 주변 지역은 아시리아 지방으로 전환되었고 아시리아 궁전이 건설되었다. 이 정복은 사르곤이 자신의 새로운 수도(두르샤루킨)를 건설하도록 영감을 주었을 수도 있으며, 이 프로젝트는 카르케미시에서 약탈한 은으로 자금을 조달할 수 있었다. 사르곤은 카르케미시에서 너무 많은 은을 가져와서 은이 제국의 통화로 구리를 대체하기 시작했다. 사르곤이 서쪽에서 반복적으로 승리했음에도 불구하고 레반트는 완전히 안정화되지 않았다.
사르곤은 716년에 고대 이집트 국경 근처에 새로운 교역소를 설립하고, 그곳을 다양한 정복지에서 추방된 사람들과 함께 배치했으며, 아시리아의 봉신인 지역 아랍인 통치자 라반 (족장)의 통제 아래 두었다. 후대 기록에서 사르곤은 알 수 없는 이유로 이 해에 이집트 백성들도 복종시켰다고 거짓으로 주장했다. 실제로는 사르곤이 파라오 오소르콘 4세와 외교 관계를 맺었으며, 오소르콘 4세는 사르곤에게 말 12마리를 선물했다고 기록되어 있다.
716년, 사르곤은 우라르투와 엘람 사이에서 원정을 벌였는데, 아마도 이 적들을 약화시키기 위한 전략의 일환이었을 것이다. 만나이를 거쳐 사르곤은 메디아를 공격했는데, 이는 아마도 우라르투나 엘람과 대결하기 전에 그곳을 장악하고 잠재적인 위협을 무력화하기 위함이었을 것이다. 현지 메디아인들은 분열되어 있었고 아시리아에 심각한 위협이 되지 않았다. 사르곤이 그들을 물리치고 아시리아 지방을 세운 후, 그는 기존의 지역 영주들이 봉신으로서 각자의 도시를 계속 다스리게 했다. 그들을 대체하고 영토를 제국 관료 체제에 더 통합하는 것은 그들의 원격성 때문에 비용이 많이 들고 시간이 오래 걸렸을 것이다. 이 동부 원정의 일환으로 사르곤은 위시디시의 바그-다티와 키셰심의 벨-샤루-우수르를 포함한 일부 지역 반란군을 물리쳤다. 만나이에서는 울루수누가 그의 형제 아자로부터 왕위를 차지하는 데 성공했다. 사르곤은 울루수누를 폐위하고 새 왕을 선포하는 대신, 울루수누의 복종을 받아들이고 그를 왕으로 승인하여 그의 반란을 용서하고 그의 충성을 얻었다.

### 우라르투-아시리아 전쟁

기원전 715년부터 713년까지 루사스 1세 통치 하의 우라르투와 아시리아 국경 지도.

우라르투는 북부에서 사르곤의 주요 전략적 경쟁자로 남아있었다. 715년, 우라르투는 중앙 캅카스의 유목민족인 킴메르족에 대한 실패한 원정으로 심하게 약화되었다. 킴메르족은 우라르투 군대를 물리치고 우르미아호 바로 남서쪽까지 우라르투 영토를 약탈했다. 당시 만나이의 울루수누는 아시리아에 충성을 바쳤다. 루사스는 울루수누의 요새 일부를 점령하고 그를 대신하여 다이우쿠를 새 왕으로 세웠다. 몇 달 후, 사르곤은 만나이를 침공하여 울루수누의 요새를 되찾고 그를 왕위에 복귀시켰다. 루사스는 사르곤을 몰아내려 했지만, 그의 군대는 사한드 산기슭에서 패배했다. 사르곤은 또한 또 다른 우라르투의 옛 봉신인 나이리의 왕 이안주로부터 공물을 받았다. 루사스에 대한 원정을 준비하면서 사르곤은 메디아에서 일부 소규모 반란군을 물리쳤다. 아나톨리아에서는 히야와의 우리크 (히야와)가 사르곤에 대한 충성을 프리기아의 미다스에게 바꾸고 루사스에게 사절을 보내기 시작했다. 북부 동맹의 형성을 막기 위해 사르곤은 히야와를 공격하여 우리크를 물리치고 미다스에게 넘어갔던 일부 도시들을 되찾았다. 히야와는 봉신국으로서 폐지되고 병합되었다.
아시리아의 침공을 의심한 루사스는 군대의 대부분을 아시리아 국경에 가까운 우르미아호 근처에 두었다. 이 지역은 이미 아시리아의 침공에 대비하여 요새화되어 있었다. 아시리아에서 우라르투의 심장부로 가는 가장 짧은 길은 토로스산맥의 켈-이-신 고개를 통과하는 것이었다. 우라르투 전체에서 가장 중요한 장소 중 하나인 신성한 도시 무사시르는 이 고개 바로 서쪽에 위치했으며 요새로 보호받고 있었다. 루사스는 언덕에 전략적으로 위치한 새로운 요새인 게르데소라 건설을 명령했다. 게르데소라는 아시리아가 침공했을 때 아직 건설 중이었다.

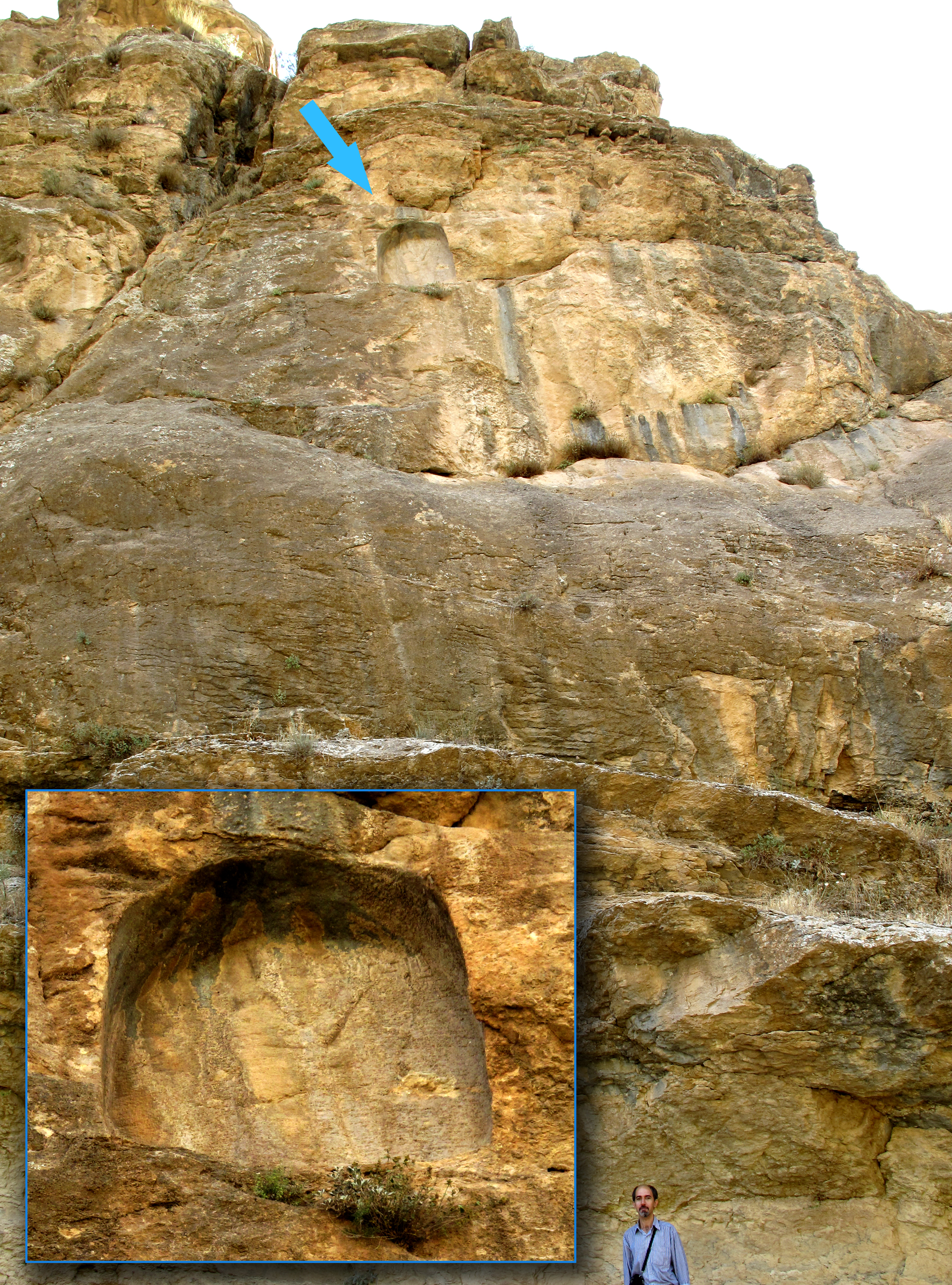
이란 하우라만 탄기바르 마을 근처 탕이바르 고개에 있는 사르곤 비문.

사르곤은 714년 7월에 아시리아 수도 님루드를 떠났다. 켈-이-신 고개를 통한 최단 경로를 거부하고, 사르곤은 대자브강과 소자브강의 계곡을 따라 3일 동안 행군한 후 Kullar 산 근처에서 멈춰섰다(그 위치는 아직 밝혀지지 않았다). 그곳에서 사르곤은 케르만샤주를 통과하는 더 긴 경로를 선택했는데, 아마도 우라르투인들이 자신이 고개를 통해 공격할 것으로 예상한다는 것을 알았기 때문일 것이다. 더 긴 경로는 아시리아인들을 산과 더 먼 거리로 지연시켰다. 이 원정은 10월 이전에 완료되어야 했는데, 10월에는 산길이 눈으로 막힐 것이었기 때문이다. 이는 정복이 목적이었다면 불가능했을 것이라는 의미였다.
사르곤은 우르미아호 근처의 길자누에 도착하여 진을 쳤다. 우라르투군은 재집결하여 우르미아호 서쪽과 남쪽에 새로운 요새를 건설했다. 사르곤의 군대는 메디아의 봉신들로부터 보급품과 물을 받았지만, 병사들은 지쳐 거의 반란 직전이었다. 루사스가 도착했을 때, 아시리아 군대는 싸우기를 거부했다. 사르곤은 자신의 호위병들을 모아 우라르투군에 가장 가까운 전선에 거의 자살적인 돌격을 감행했다. 사르곤의 군대는 그를 따라 우라르투군을 물리치고 우르미아호 훨씬 서쪽까지 추격했다. 루사스는 자신의 군대를 버리고 산으로 도망쳤다.
귀환 도중에 아시리아인들은 게르데소라를 파괴하고 무사시르를 점령하고 약탈했다. 이는 현지 총독인 우르자나 왕이 사르곤을 환영하기를 거부했기 때문이었다. 엄청난 양의 전리품이 아시리아로 운반되었다. 우르자나는 용서받고 아시리아의 봉신으로서 무사시르를 계속 다스릴 수 있게 되었다. 우라르투는 여전히 강력했으며 루사스는 무사시르를 되찾았지만, 714년 원정으로 사르곤 통치 기간 동안 우라르투와 아시리아 간의 직접적인 대결은 끝이 났다. 사르곤은 이 원정을 자신의 통치 중 주요 사건 중 하나로 여겼다. 이 원정은 그의 비문에 매우 상세하게 묘사되었으며, 그의 궁전의 여러 부조는 무사시르 약탈 장면으로 장식되었다.

### 두르샤루킨 건설

궁전과 무기고를 포함한 두르샤루킨의 배치도. 이 구조물 외에는 도시가 제대로 발굴되지 않았다.

두르샤루킨("사르곤의 요새")의 기초는 717년에 놓였다. 두르샤루킨은 후수르강과 무스리 산 사이에, 니네베에서 약 16 킬로미터 (10 마일) 북동쪽에 위치한 막간아바 마을 근처에 건설되었다. 새로운 도시는 무스리 산의 물을 사용할 수 있었지만 그 외에는 명백한 실용적 또는 정치적 장점이 없었다. 사르곤은 한 비문에서 무스리 산기슭에 대한 애정을 암시했다. "내 마음의 이끌림을 따라 니네베 평원의 무스리 산기슭에 도시를 건설하고 두르샤루킨이라고 이름 지었다." 이전에 선택된 위치에는 건물이 지어진 적이 없었기 때문에 이전 건축을 고려할 필요가 없었고, 그는 새로운 도시를 수학적 조화를 바탕으로 한 "이상적인 도시"로 구상했다. 도시의 다양한 측면 사이에 다양한 수치 및 기하학적 대응 관계가 있었으며 두르샤루킨의 성벽은 거의 완벽한 정사각형을 이루었다.

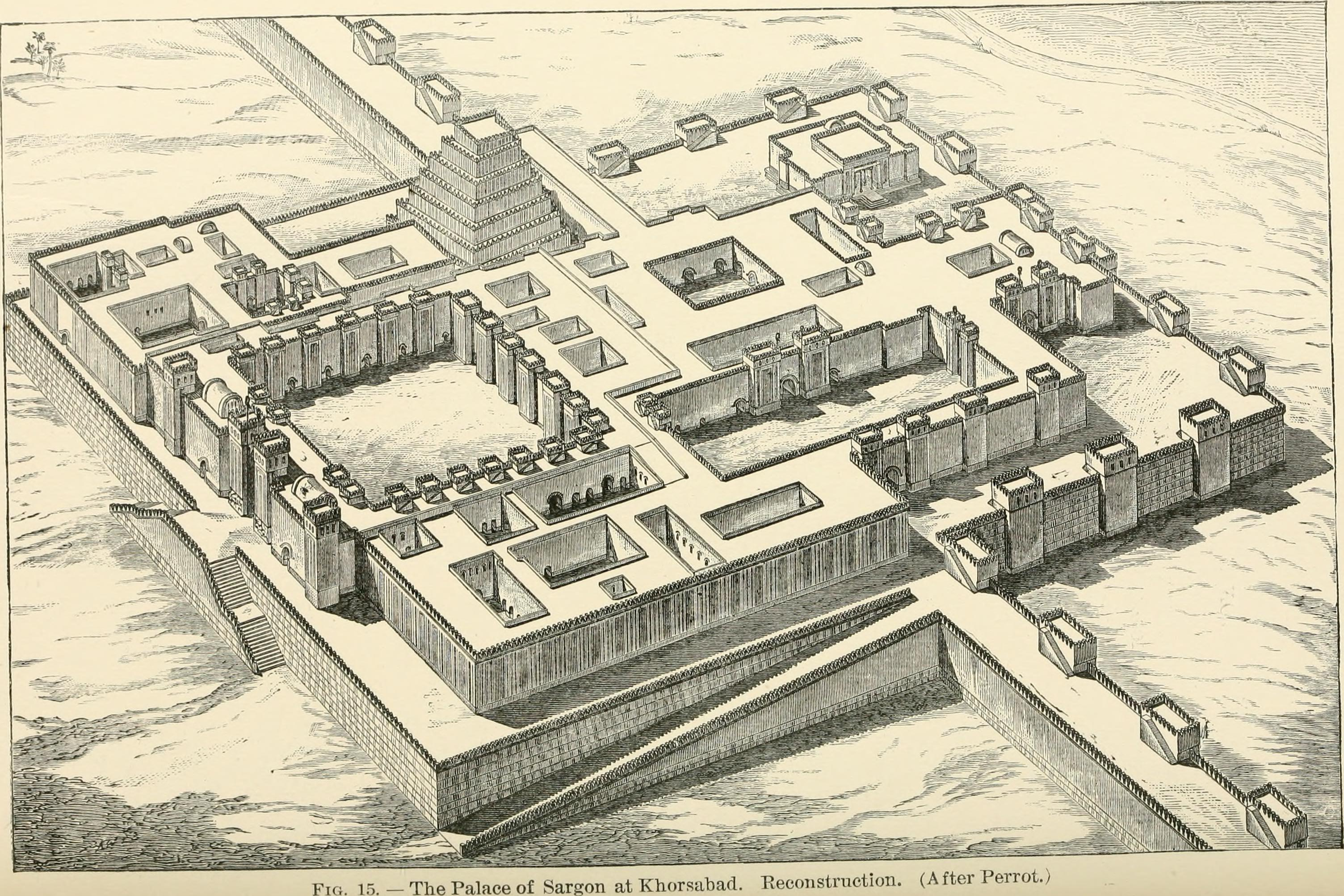
사르곤 궁전의 1905년 복원도

도시 건설에 관한 수많은 현존하는 자료들에는 건물 벽에 새겨진 비문, 과정을 묘사한 부조, 그리고 100여 통이 넘는 편지 및 작업 내용을 설명하는 다른 문서들이 포함되어 있다. 최고 책임자는 사르곤의 최고 재무관인 타브-샤르-아슈르였지만, 제국 전역의 최소 26명의 총독들도 건설에 참여했다. 사르곤은 이 프로젝트를 제국 전체의 협력적인 노력으로 만들었다. 사르곤은 진행 상황에 개인적으로 적극적인 관심을 보였고 건축 세부 사항에 대한 언급부터 자재 운송 및 노동력 모집 감독에 이르기까지 거의 모든 측면에 자주 개입했다. 사르곤의 빈번한 개입과 더 많은 작업을 장려하기 위한 노력은 도시가 그렇게 빠르고 효율적으로 완성될 수 있었던 주요 이유일 것이다. 사르곤의 격려는 때때로 관대했는데, 특히 노동자들 사이의 불평을 다룰 때 그랬지만, 때로는 위협적이기도 했다. 님루드 총독에게 건축 자재를 요청하는 그의 편지 중 하나는 다음과 같다.
짚 700묶음과 갈대 700묶음, 그리고 각 묶음은 당나귀가 실을 수 있는 무게를 초과하지 않아야 하며, 키슬레브 첫날까지 두르샤루킨에 도착해야 한다. 단 하루라도 지체되면 너희는 죽을 것이다.

두르샤루킨은 사르곤의 자아상과 그가 제국이 자신을 어떻게 보기를 원했는지를 반영했다. 약 3제곱킬로미터(1.2제곱마일)의 면적으로 이 도시는 고대에서 가장 큰 도시 중 하나였다. 사르곤이 "비할 데 없는 궁전"이라고 불렀던 도시의 궁전은 성벽을 따라 도시 북쪽에 거대한 인공 플랫폼 위에 지어졌는데, 이는 신아시리아 제국의 궁전의 전형적인 방식이었다. 그리고 자체 성벽으로 요새화되어 있었다. 10만 제곱미터(10 헥타르; 25 에이커)에 달하는 이 궁전은 아시리아에서 건축된 궁전 중 가장 큰 규모였다. 궁전 자체는 건축된 성채의 4분의 3을 차지했으며, 사원과 지구라트는 한쪽 구석에 위치했다. 이 궁전은 부조, 조각상, 유약을 입힌 벽돌, 그리고 돌 라마수 (인간 머리를 한 황소)로 풍부하게 장식되었다. 도시의 다른 주요 구조물로는 사원, 남서쪽에 무기고(ekal mâšarti)라고 불리는 건물, 그리고 제국 전역의 이국적인 식물들을 포함한 거대한 공원이 있었다. 도시를 둘러싼 성벽은 높이 20 미터 (66 ft)에 두께 14 미터 (46 ft)였으며, 15미터(49피트) 간격으로 200개가 넘는 보루 (건축)로 강화되었다. 내벽은 아슈르, 외벽은 닌우르타, 도시의 7개 문은 메소포타미아 판테온의 신들인 샤마쉬, 아다드, 엔릴, 아누, 이슈타르, 에아, 벨레트-일리의 이름을 따서 명명되었다.

### 추가적인 소규모 분쟁

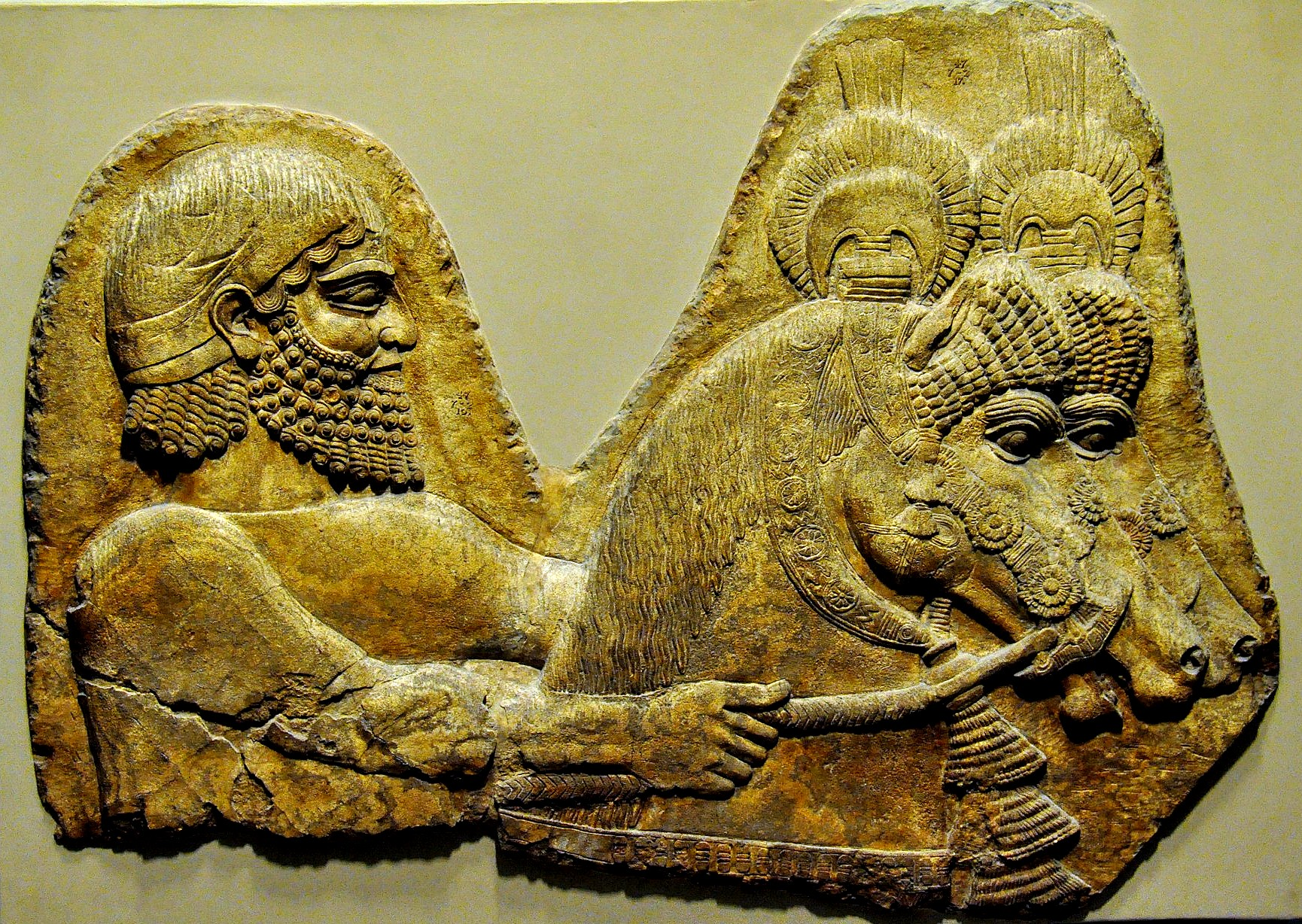
두르샤루킨에서 발견된 부조로, 말 두 마리와 마부를 묘사하고 있다.

우라르투와의 원정 이후 몇 년 동안 사르곤은 북부 봉신들의 충성을 유지하고 엘람의 영향력을 억제하기 위해 노력했다. 엘람 자체는 아시리아에 위협이 되지 않았지만, 마르둑-아플라-이디나와 엘람인들 간의 동맹을 깨지 않고서는 바빌로니아를 재정복할 수 없었기 때문이다. 713년, 사르곤은 자그로스산맥에서 다시 원정을 벌여 카랄라 지역의 반란을 진압하고 만나이의 울루수누와 만나 공물을 받았다. 같은 해 사르곤은 자신의 총사령관을 보내 자그로스 산맥 서쪽에 있는 아시리아의 봉신 엘리피의 탈타를 돕게 했다. 사르곤은 엘리피가 아시리아와 엘람 사이의 주요 완충국이었기 때문에 엘리피와 좋은 관계를 유지하는 것이 중요하다고 여겼을 것이다. 탈타는 반란의 위협을 받았지만, 아시리아의 개입 후 왕위를 유지했다.
루사스는 714년 사르곤의 승리에도 불구하고 우라르투의 영향력을 남부 아나톨리아로 확장하려 했다. 713년, 사르곤은 남부 아나톨리아의 타발에 다시 원정을 벌였는데, 주로 왕국의 천연자원(주로 은과 목재, 두르샤루킨 건설에 필요함)을 확보하고 우라르투가 통제권을 확립하고 프리기아와 접촉하는 것을 막기 위함이었다. 사르곤은 타발에서 분할통치 방식을 사용했다. 각 타발 통치자들에게 영토를 분배하여 그들 중 어느 누구도 문제될 만큼 강력해지는 것을 막았다. 사르곤은 또한 가장 강력한 타발 국가인 비트-푸루타시(일부 현대 역사가들은 "진정한 타발"이라고 부르기도 함)가 다른 타발 통치자들에게 느슨한 패권을 행사하도록 장려했다. 비트-푸루타시의 왕 암바리스는 사르곤의 딸 아하트-아비샤와 결혼하고 추가 영토를 부여받았다. 이 전략은 성공하지 못했다. 암바리스는 다른 타발 통치자들, 그리고 루사스와 미다스와 공모하기 시작했다. 사르곤은 암바리스를 폐위시키고 아시리아로 추방했으며, 타발을 합병했다.
블레셋인 도시인 아슈도드는 기원전 713년에 왕 아주리의 지휘 아래 반란을 일으켰고, 사르곤 또는 그의 장군 중 한 명에 의해 진압되었다. 아주리는 왕위에서 해임되고 아히-미티가 그 자리를 차지했다. 기원전 712년, 북부 시리아의 카만누의 봉신왕 타르후나지는 미다스와 동맹을 맺으려 하며 아시리아에 반란을 일으켰다. 타르후나지는 사르곤의 기원전 720년 레반트 원정 동안 왕위에 올랐다. 이 반란은 사르곤의 총사령관이 처리했다. 타르후나지는 패배하고 그의 영토는 합병되었다. 그의 수도인 멜리드는 쿰무흐의 무탈루에게 주어졌다. 쿰무흐 왕들은 오랫동안 아시리아 궁정과 좋은 관계를 유지해 왔기 때문에 무탈루는 신뢰할 수 있는 동맹이었다. 아시리아 군대가 기원전 711년에 구르굼 왕국의 반란을 진압하고 합병한 후, 사르곤의 남부 아나톨리아 지배는 비교적 안정되었다. 사르곤의 승리 직후, 아슈도드는 다시 반란을 일으켰다. 현지인들은 아히-미티를 폐위시키고 그 자리에 야마니라는 귀족을 왕으로 선포했다. 기원전 712년, 야마니는 유다 왕국과 고대 이집트에 동맹을 제안했지만 이집트인들은 야마니의 제안을 거부하고 사르곤과 좋은 관계를 유지했다. 기원전 711년에 아시리아인들이 야마니를 물리치고 아슈도드가 파괴된 후, 야마니는 이집트로 도망쳤고 기원전 707년에 파라오 셰비트쿠에 의해 아시리아로 인도되었다.

### 바빌로니아 재정복

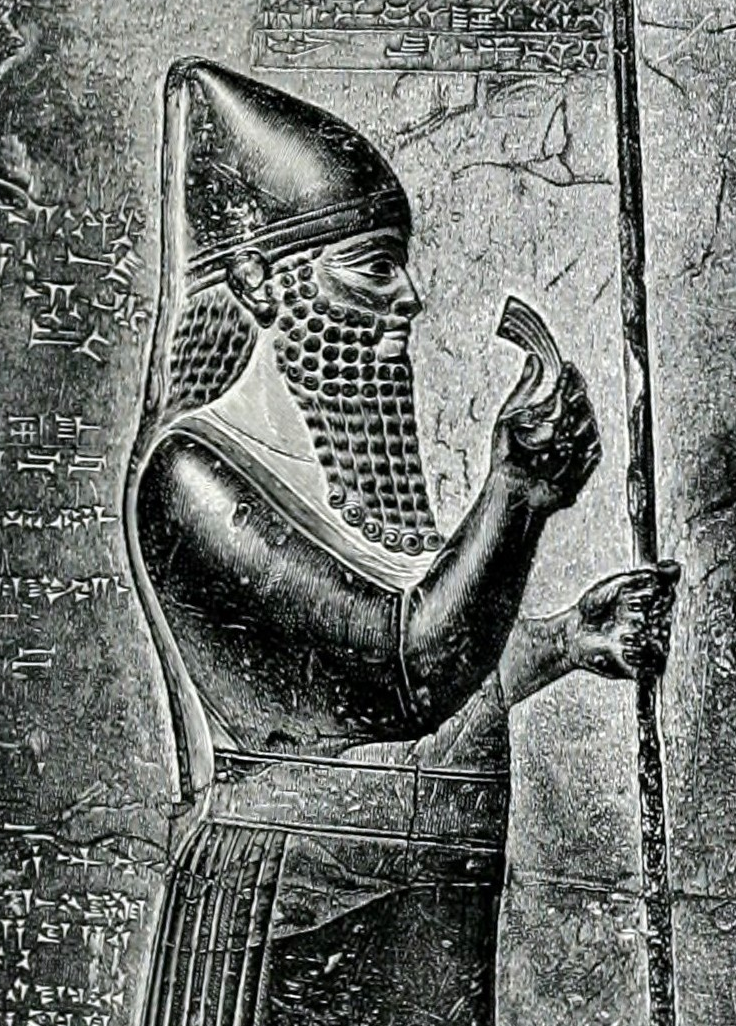
바빌로니아의 마르둑-아플라-이디나 2세가 그의 쿠두루(경계석) 중 하나에 묘사된 모습

기원전 710년, 사르곤은 바빌로니아를 재정복하기로 결정했다. 임박한 원정을 정당화하기 위해 사르곤은 바빌로니아의 국가 신 마르둑이 자신에게 남부를 사악한 마르둑-아플라-이디나로부터 해방시키라고 명령했다고 선포했다. 바빌로니아와 엘람은 여전히 좋은 관계를 유지했지만, 양국 간의 군사 동맹은 해체되었다. 사르곤은 외교를 통해 바빌로니아 내의 도시와 부족들을 설득하여 마르둑-아플라-이디나를 배신하게 만들었다. 비밀 협상을 통해 북부 바빌로니아의 여러 부족과 도시들이 설득되었는데, 여기에는 시파르 시와 비트-다쿠리 및 비트-아무카니 부족이 포함되었다.
사르곤은 티그리스강 동쪽 강변을 따라 행군하여 두르-아타라에 도달함으로써 바빌로니아를 침공했는데, 이 도시는 마르둑-아플라-이디나에 의해 요새화되어 있었고 (아람인 부족인 감불루 부족 전체도 그곳으로 이주시켜 놓았다), 그러나 빠르게 함락되어 두르-나부로 이름이 바뀌었다. 사르곤은 이 도시 주변에 새로운 지방인 감불루를 만들었다. 두르-아타라는 아마도 엘람인들이 마르둑-아플라-이디나에게 중요한 지원을 보내는 것을 막기 위해 특별히 점령되었을 것이다. 사르곤은 두르-아타라에서 얼마간 머무르면서 동쪽과 남쪽으로 병사들을 파견하여 도시와 부족들이 자신의 통치에 복종하도록 설득했다. 사르곤의 군대는 우크누강이라고 불리는 강가에서 아람인과 엘람인 병사들의 분견대를 격파했다. 사르곤이 티그리스강을 건너 유프라테스강의 한 지류를 지나 바빌론 근처의 두르-라딘니 도시에 도착하자, 마르둑-아플라-이디나는 겁에 질렸다. 그는 바빌론 백성과 사제단으로부터 거의 지지를 받지 못했거나 두르-아타라에서 대부분의 군대를 잃었을 수도 있다. 마르둑-아플라-이디나는 엘람으로 도망쳐 슈트룩-나훈테 2세 왕에게 도움을 요청했지만 실패했다.
마르둑-아플라-이디나가 떠난 후, 사르곤은 남쪽으로 진군하는 동안 거의 저항에 부딪히지 않았다. 바빌론 사람들은 열정적으로 성문을 열었고, 그는 개선장군처럼 입성했다. 엘라이는 2017년에 사르곤이 칼데아 왕보다 아시리아 통치를 선호했을 수도 있는 도시의 사제들과 합의를 했을 수도 있다고 추측했다. 도시에서 몇몇 의식을 거행한 후, 사르곤은 남아있는 저항을 진압하기 위해 군대와 함께 키시로 이동했다. 마르둑-아플라-이디나는 메소포타미아로 돌아와 자신의 고향 도시 두르-야킨에 거주하며 저항을 계속했다.
두르-야킨은 요새화되었고, 성벽을 둘러싼 거대한 해자가 파였으며, 유프라테스강에서 파낸 운하를 통해 주변 농경지가 침수되었다. 침수된 지형으로 보호받던 마르둑-아플라-이디나는 성벽 밖에 진을 쳤다. 그의 군대는 침수된 지형을 방해받지 않고 건너온 사르곤의 군대에 의해 격파되었다. 마르둑-아플라-이디나는 아시리아인들이 쓰러진 병사들로부터 전리품을 수집하기 시작하자 도시 안으로 도망쳤다. 사르곤은 두르-야킨을 포위했지만 도시를 점령할 수 없었다. 포위가 길어지자 협상이 시작되었고, 709년에 마르둑-아플라-이디나의 목숨을 살려주는 대신 도시가 항복하고 외부 성벽을 허무는 데 합의했다. 마르둑-아플라-이디나는 가족과 지지자들과 함께 엘람으로 망명할 수 있도록 허용되었다.

### 마지막 몇 년

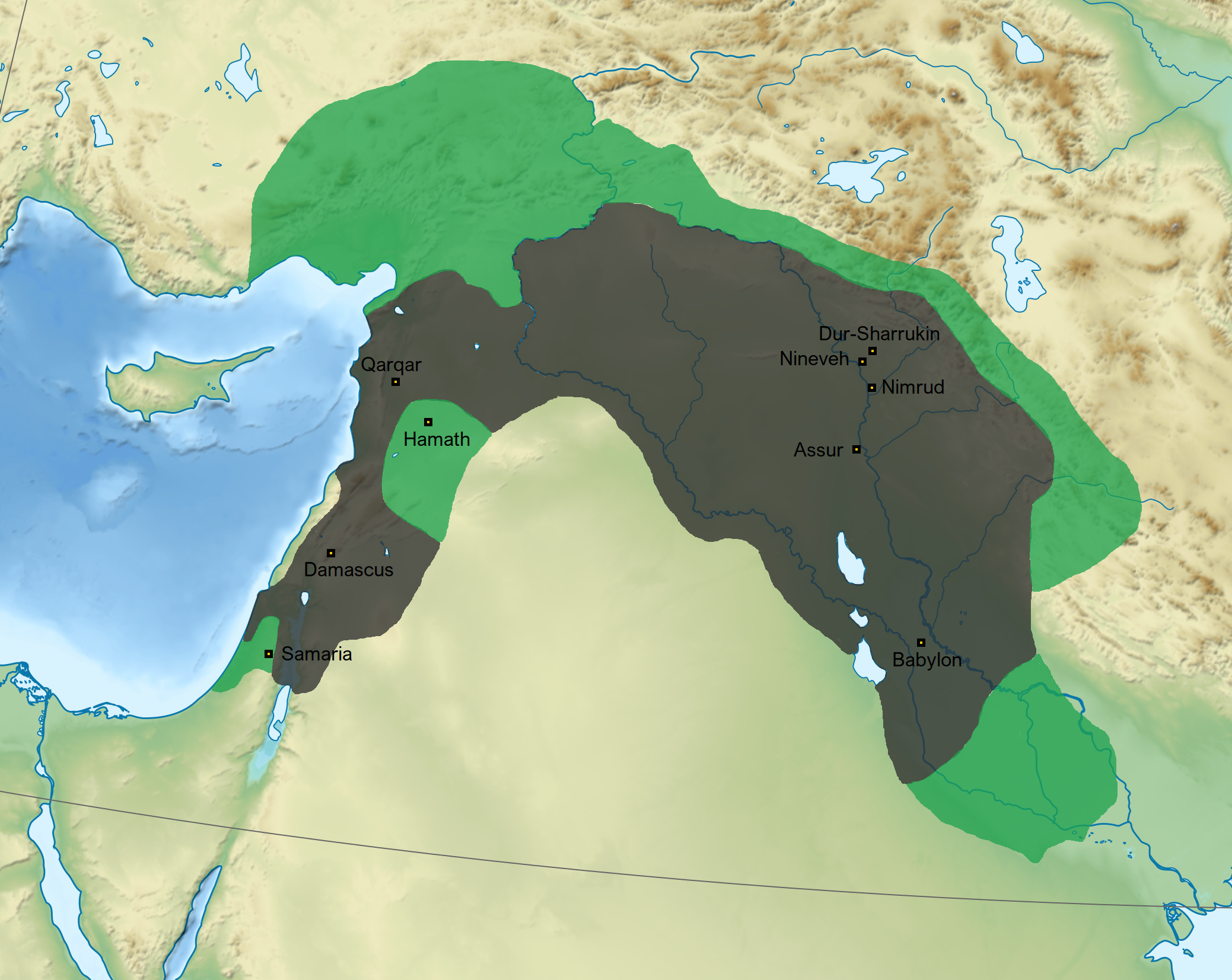
티글라트-필레세르 3세 시대(어둡게)와 사르곤의 정복 이후(어둡게 및 녹색) 신아시리아 제국 지도

기원전 710년 바빌론을 점령한 후 사르곤은 도시 시민들에 의해 바빌론의 왕으로 선포되었고, 다음 3년을 바빌론의 마르둑-아플라-이디나 궁전에서 보냈다. 이 시기 아시리아의 국정은 사르곤의 아들 센나케립이 관장했다. 사르곤은 매년 열리는 바빌론의 아키투 (신년) 축제에 참여했으며, 바레인과 키프로스와 같이 제국 중심부에서 멀리 떨어진 지역의 통치자들로부터 경의와 선물을 받았다. 사르곤은 바빌로니아의 다양한 국내 문제에 관여했으며, 보르시파에서 바빌론으로 새로운 운하를 건설하고 시파르 근처에서 대상들을 약탈하던 하마라나이족이라고 불리는 민족을 물리쳤다. 이 시기의 사르곤 비문에는 그의 왕실 칭호에 전통적인 바빌로니아 요소가 사용되었고, 아시리아에서 인기 있는 신들보다는 바빌로니아에서 인기 있는 신들이 자주 언급되었다. 일부 아시리아인, 심지어 왕실 구성원들도 사르곤의 친바빌로니아적 태도에 동의하지 않았다.
사르곤이 부재한 동안 제국의 다른 지역에서 일어난 일들은 그의 관리들과 장군들이 처리했다. 프리기아의 미다스는 여전히 아시리아의 이익에 위협이 되었다. 아나톨리아의 아시리아 봉신들에게 통신과 무역이 계속 열려 있도록 하기 위해 아시리아인들은 그를 면밀히 감시했다. 709년에 히야와의 아시리아 총독 아슈르-샤루-우수르는 프리기아의 위협을 종식시키기로 개인적으로 결심했다. 그의 프리기아 침략과 산악 요새(아마도 힐라쿠) 점령은 미다스를 두렵게 했고, 그는 자발적으로 사르곤의 봉신이 되었다.

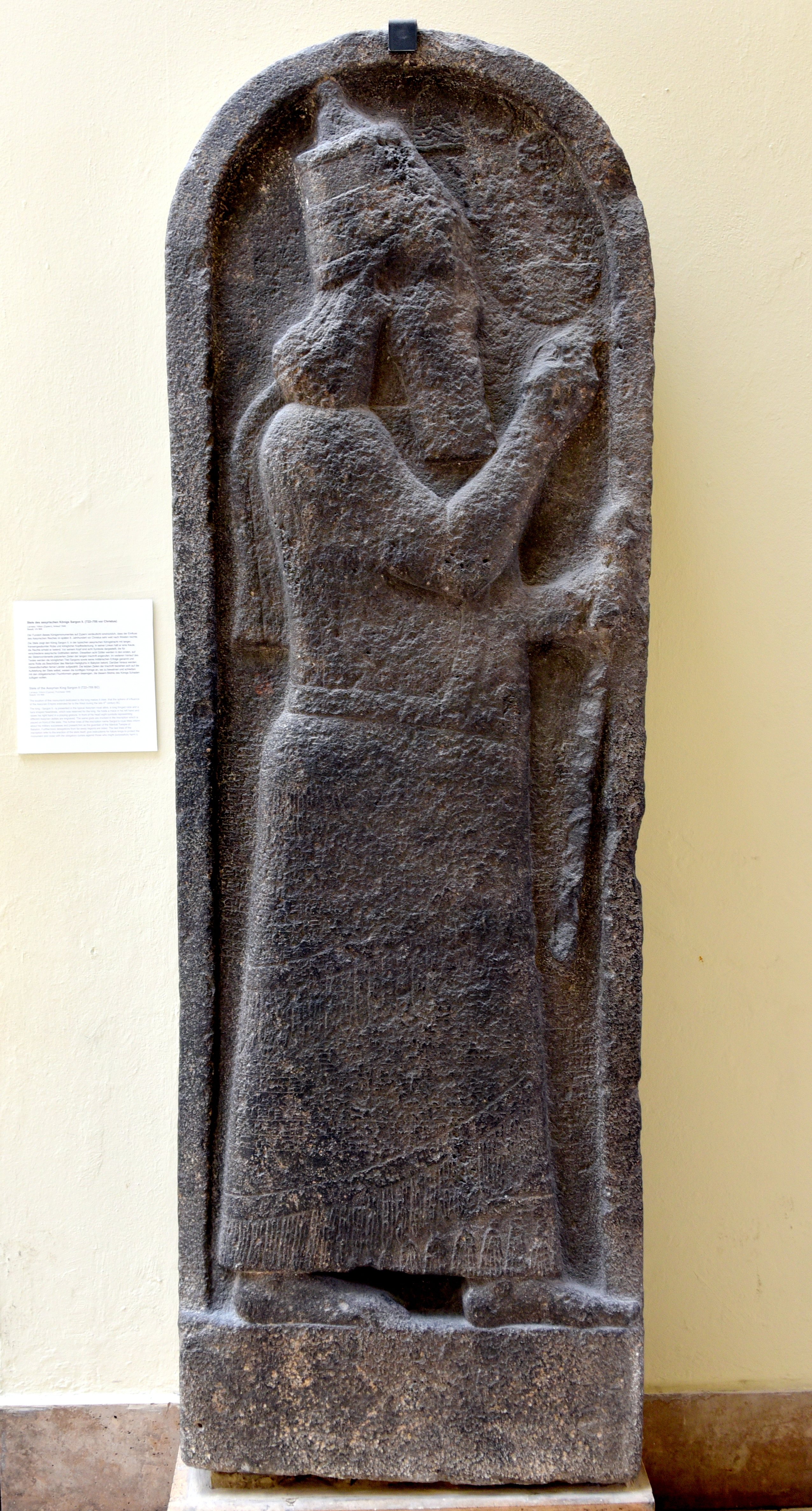
기원전 709년 아시리아 원정 이후 키티온의 키프로스에 세워진 사르곤을 기리는 사르곤 석비.

기원전 709년, 아시리아는 키프로스로 원정군을 보냈다. 이는 아시리아인들이 이 섬에 대해 자세한 정보를 얻은 첫 번째 사례였다. 사르곤은 개인적으로 이 원정에 참여하지 않았으며 아시리아인들은 운송을 위해 레반트 봉신들에게 의존했다. 키프로스는 멀리 떨어져 있었기 때문에 섬을 실제로 통제하기는 어려웠겠지만, 이 원정으로 인해 여러 키프로스 통치자들이 사르곤에게 조공을 바치게 되었다. 원정대가 떠난 후, 키프로스인들은 아마도 왕실에서 보낸 아시리아 석공의 도움을 받아 사르곤 석비를 제작했다. 이 석비는 아시리아 왕의 영향권 경계를 나타내고 키프로스가 아시리아인들의 "알려진 세계"에 편입되었음을 표시하는 이념적 표식이었다. 왕의 이미지와 글이 새겨져 있었기 때문에 이는 사르곤의 존재를 대신하는 상징으로 기능했다.
709년, 사르곤의 장교 중 한 명이 티레를 포위했다. 티레의 지도자가 아시리아와의 동맹을 거부했기 때문이었다. 이는 사르곤 시대의 몇 안 되는 군사적 실책 중 하나였다. 이 도시는 사르곤이 사망할 때까지 수년 동안 아시리아인들에게 저항했고, 그 후 아시리아 군대는 떠났다. 708년, 쿰무흐의 무탈루는 알 수 없는 이유로 아시리아에게 공물을 바치지 않고 새로운 우라르투 왕 아르기시티 2세와 동맹을 맺었다. 사르곤은 그의 장교 중 한 명을 보내 쿰무흐를 점령했다. 아시리아인들은 쿰무흐를 심하게 약탈하고 그 땅을 합병했다. 무탈루는 살아남았는데, 아마도 우라르투로 도망쳤을 것이다.
통치자, 그 건축자가 장수하며 풍성한 후손을 얻기를, 그 창시자가 먼 미래까지 살기를... 그 안에 거하는 자가 건강한 몸, 기쁜 마음, 평안한 영혼으로 기쁨을 누리기를; 그에게 풍성한 행운이 있기를.— 두르샤루킨 건설 후 사르곤이 도시에 오래 거주하기를 바라는 염원을 담은 비문의 발췌문.

두르샤루킨은 10년간의 건설 끝에 707년에 완공되었다. 사르곤은 도시의 개막식을 준비하기 위해 아시리아로 돌아왔다. 1년 후, 그는 왕궁을 두르샤루킨으로 옮겼다. 개막식은 사르곤이 두르샤루킨에 "신들을 초대"하여 도시의 사원에 다양한 신들의 조각상을 배치하는 것으로 시작되었다. 사르곤은 "모든 나라의 왕자들, 내 땅의 총독들, 서기관들과 감독관들, 아시리아의 귀족들, 관리들, 그리고 장로들"을 큰 잔치에 초대했다. 도시 건설에 참여했던 일반 백성들도 왕과 같은 홀에서 식사를 하며 축하에 참여하도록 초대되었다. 개막 직후부터 새로운 수도는 인구 밀도가 높았다.

### 마지막 원정과 죽음

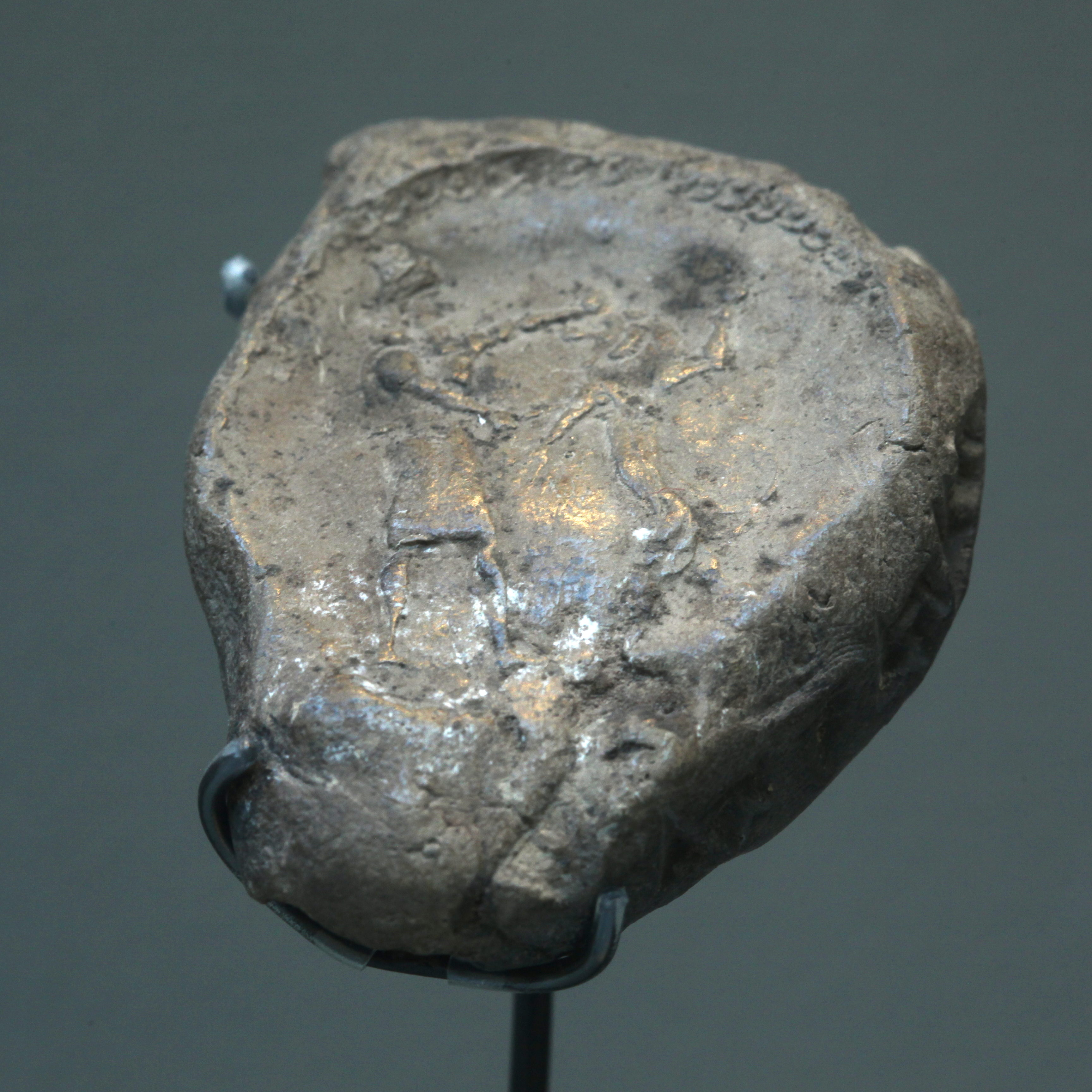
사자를 죽이는 왕을 묘사한 사르곤의 왕실 인장.

사르곤의 마지막 원정과 죽음을 묘사한 자료는 거의 남아 있지 않다. 아시리아 에포님 연대기와 바빌로니아 연대기에 따르면, 가장 가능성이 높은 사건 전개는 사르곤이 그에게 반란을 일으킨 타발 (지역)에 대한 원정을 705년 초여름에 시작했다는 것이다. 이 원정은 타발을 아시리아의 통제 아래 두려는 여러 시도 중 마지막이었다. 사르곤이 왜 직접 타발에 대한 원정을 이끌기로 결정했는지는 분명하지 않다. 그의 관리들과 장군들이 이끈 수많은 원정들을 고려하면 말이다. 타발은 아시리아 제국에 진정한 위협이 아니었다. 엘라이는 사르곤이 이 원정을 두르샤루킨의 조용한 궁정 생활에서 흥미로운 전환점으로 보았을 가능성이 가장 높다고 믿는다.
사르곤의 마지막 원정은 재앙으로 끝났다. 아나톨리아 어딘가에서, 다른 기록이 거의 없는 인물인 쿨룸마의 구르디가 아시리아 진영을 공격했다. 구르디는 이 시기 타발의 반란군과 동맹을 맺은 아나톨리아의 지역 통치자 또는 킴메르족의 부족장으로 다양하게 추정되어 왔다. 이어진 전투에서 사르곤은 전사했다. 공격에서 도망치던 아시리아 병사들은 왕의 시신을 수습할 수 없었다. 사르곤은 두르샤루킨이 개장된 지 1년 조금 넘어서 사망했다.

## 가족과 자녀

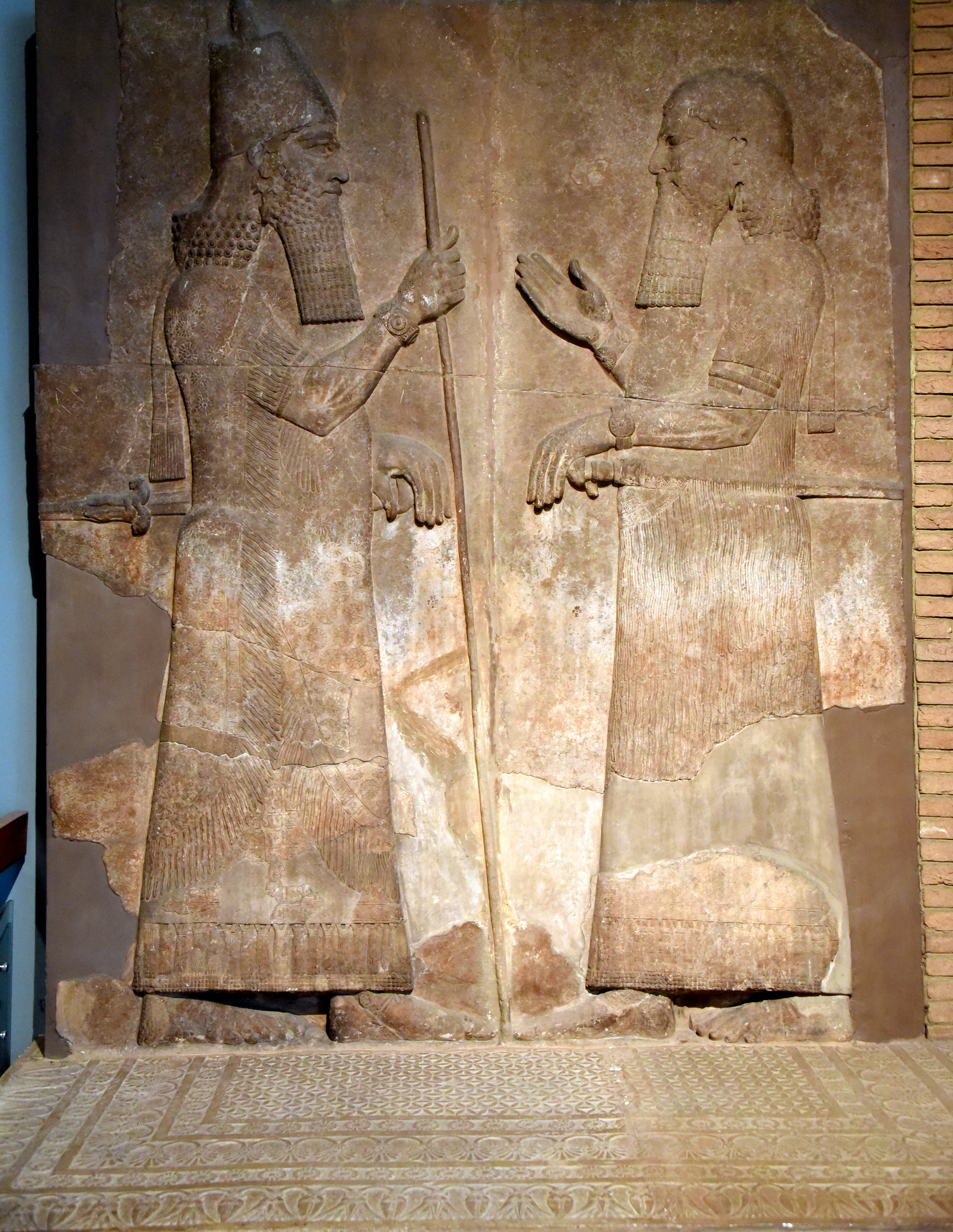
두르샤루킨에서 발견된 부조로, 사르곤(왼쪽)과 그의 아들인 당시 태자 센나케립(오른쪽)을 묘사하고 있다.

샬마네세르 5세가 사르곤의 형제였을 가능성 외에도, 사르곤에게는 어린 형제인 신-아후-우수르(Sin-ahu-usur)가 있었는데, 그는 714년에 사르곤의 왕실 기병대 사령관이었다. 706년 두르샤루킨이 개장된 후, 그는 새로운 수도에 자신의 거처를 받았다. 그는 대와지르라는 영향력 있는 직위를 가졌던 것으로 보인다.
사르곤의 아내는 라이마(Ra'īmâ)와 아탈리아(Ataliā) 두 명이 알려져 있다. 아탈리아는 사르곤의 여왕이었으며, 그녀의 무덤은 1989년 님루드에서 발견되었다. 연구자들 사이의 일반적인 가정은 아시리아 왕들이 여러 아내를 둘 수 있었지만, 한 번에 한 명의 여성만이 여왕으로 인정될 수 있었다는 것이다. 센나케립은 한때 아탈리아의 아들로 여겨졌지만, 2014년에 번역된 아수르의 석비에서 라이마를 그의 어머니로 명시적으로 언급했기 때문에, 이제 그는 라이마의 아들로 알려져 있다. 라이마가 사르곤의 여왕이었다는 증거는 없다. 아탈리아는 사르곤보다 오래 살았다고 여겨지며 1989년에 발견된 그녀의 유해는 사망 당시 나이가 약 30–35세였음을 나타낸다. 라이마는 센나케립을 c. 745년에 낳았음을 감안할 때 아탈리아보다 훨씬 나이가 많았을 것이다. 센나케립이 기원전 692년에 쓴 비문에 그녀가 언급되어 있으므로 라이마 역시 사르곤보다 오래 살았을 가능성이 있지만, 그녀의 사망 후에 쓰였을 수도 있다.
사르곤에게는 센나케립이 태어나기 전에 적어도 두 명의 아들이 있었지만, 이들은 센나케립이 태어나기 전에 사망했다. 이는 센나케립의 이름인 아카드어 Sîn-ahhī-erība("신 신이 형제들을 대신했다"는 뜻)에서 알 수 있다. 센나케립과 마찬가지로, 이 형들도 라이마의 아들이었을 것으로 추정된다. 사르곤의 뒤를 이어 왕이 된 센나케립(r. 705–681)은 사르곤 즉위 당시 성인이었다. 그는 사르곤 통치 초기에 태자로 임명되었고 아버지의 제국 운영을 도왔다. 그는 아시리아 스파이 네트워크로부터 정보 보고서를 수집하고 요약하는 데 기여했다. 사르곤에게는 센나케립보다 어린 자녀가 적어도 두 명 더 있었지만, 그들의 이름은 알려져 있지 않다. 그들의 존재는 사르곤의 통치 시기 편지에서 "태자 센나케립... [그리고] 아시리아에 있는 왕의 모든 왕자들/자녀들"을 언급하는 내용에서 확인된다. 사르곤의 유일하게 알려진 딸은 타발의 암바리스와 결혼한 아하트-아비샤(Ahat-Abiša)였다. 기원전 713년 사르곤이 암바리스를 폐위시켰을 때, 아하트-아비샤는 아마도 아시리아로 돌아왔을 것이다.

## 성격

### 전사 왕

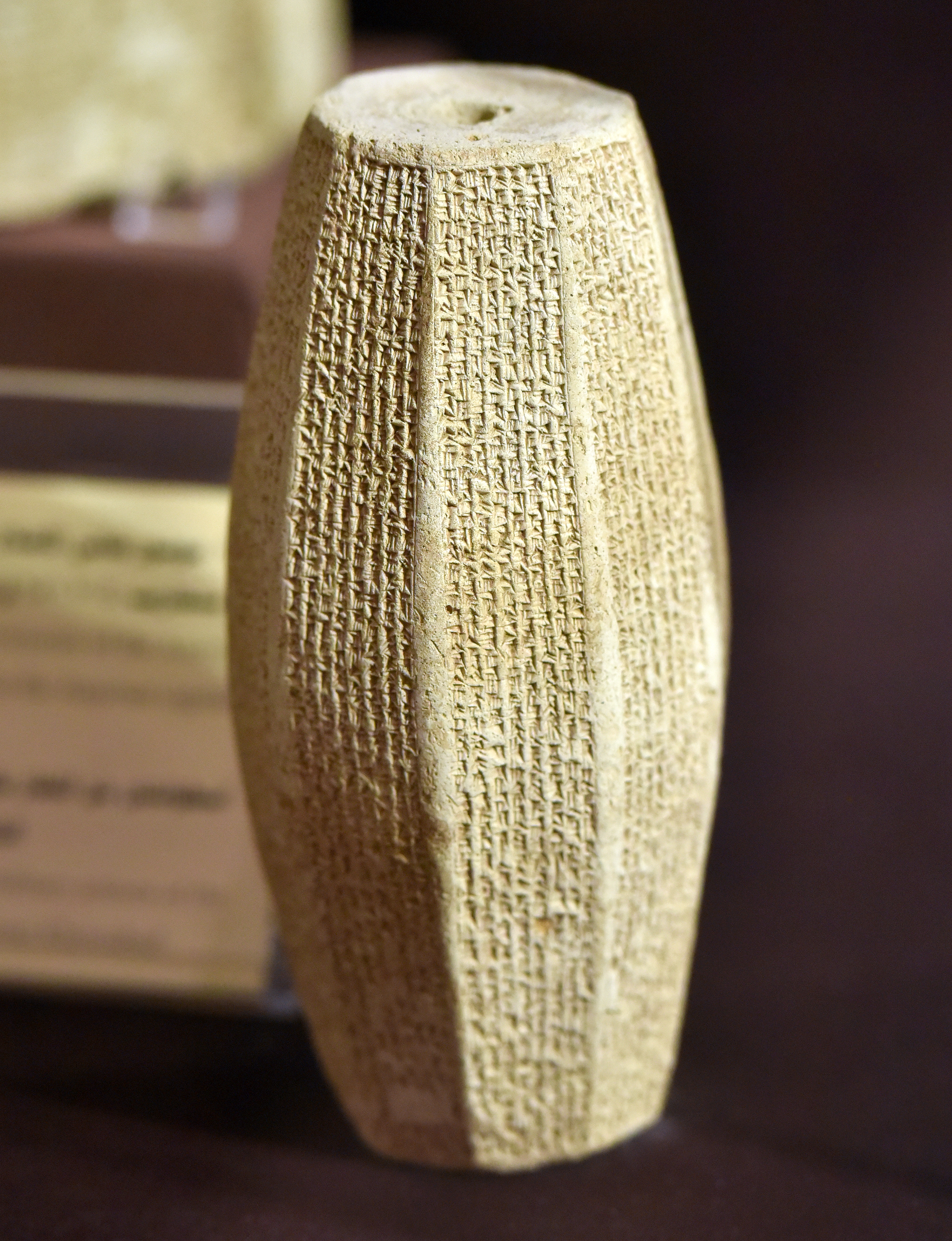
사르곤의 원정을 서술하는 두르샤루킨의 테라코타 원통

사르곤 2세는 직접 군대를 지휘하고 아카드의 사르곤처럼 세계를 정복하는 것을 꿈꿨던 전사이자 정복왕이었다. 사르곤은 "우주의 왕"과 "네 모퉁이의 왕"과 같은 전통적인 메소포타미아의 세계 지배 칭호와 "대왕" 및 "강력한 왕"과 같은 위대한 권력 칭호를 사용했다. 신아시리아 제국 왕들의 칭호는 정형화되어 있었지만, 그들은 일반적으로 추가적인 칭호를 사용하여 자신들의 독특한 자질과 열망을 강조했다. 사르곤의 칭호는 그를 무적의 군벌처럼 묘사한다. 예를 들어, "강력한 영웅, 공포로 옷 입은 자, 적을 쓰러뜨리기 위해 자신의 무기를 내뿜는 자, 용감한 전사, 그의 통치 시작 이래 그와 동등한 왕자가 없었고, 정복자나 경쟁자가 없었던 자"와 같다. 사르곤은 어디에나 존재하고 열정적인 전사로 보여지기를 원했다. 사르곤이 모든 원정에서 최전선에서 싸웠을 가능성은 낮다. 왜냐하면 이는 제국을 크게 위험에 빠뜨렸을 것이기 때문이다. 그러나 그가 전임자나 후임자들보다 전쟁 참여에 더 관심이 있었고 결국 전투에서 사망했다는 것은 분명하다.
사르곤은 광범위한 스파이 네트워크를 활용하여 행정과 군사 활동에 유용하게 사용했으며, 원정 시에는 정찰을 위해 잘 훈련된 정찰병을 고용하는 매우 성공적인 군사 전략가였다. 아시리아 제국은 어떤 적들보다도 훨씬 강력했지만, 이러한 적들은 제국을 둘러싸고 있었다. 한 번에 하나의 목표만 공격할 수 있었기 때문에 재앙을 피하려면 현명하게 목표를 선택해야 했다. 사르곤은 여러 차례 적들을 속였는데, 예를 들어 우라르투와의 전쟁에서 그가 택한 예상치 못한 경로를 통해서였다. 사르곤의 좌절에 대한 신속한 반응과 적응 능력은 그를 전임자들과 구별시켰다. 사르곤은 또한 아시리아 군대를 강화했다. 그는 기병의 전쟁 잠재력을 인정한 최초의 아시리아 왕이었고, 특정 품종의 말을 선택하고, 새로운 마구 방법을 개발하며, 용병 기병을 모집하는 등 다양한 혁신을 이루었다. 그의 편지 내용에 따르면, 사르곤은 영감이나 숭배보다는 두려움을 통해 규율과 복종을 보장했던 것으로 보인다. 병력을 모집할 때, 그는 때때로 아시리아의 최악의 적들에게 가해지는 것과 동일한 종류의 처벌을 따르지 않으면 가하겠다고 위협하기도 했다.
이것은 매우 긴급한 왕명이다! 즉시 너의 기병대 지휘관들과 기병들을 소집하라! 늦는 자는 자기 집 한가운데에 말뚝에 박힐 것이며, 그의 아들과 딸들도 도살당할 것이다. 이는 그의 잘못이다! 지체하지 말고 모든 것을 버리고 즉시 오라!— 사르곤 2세가 원정에 참여할 기병 연대를 소집하며 보낸 편지의 발췌문

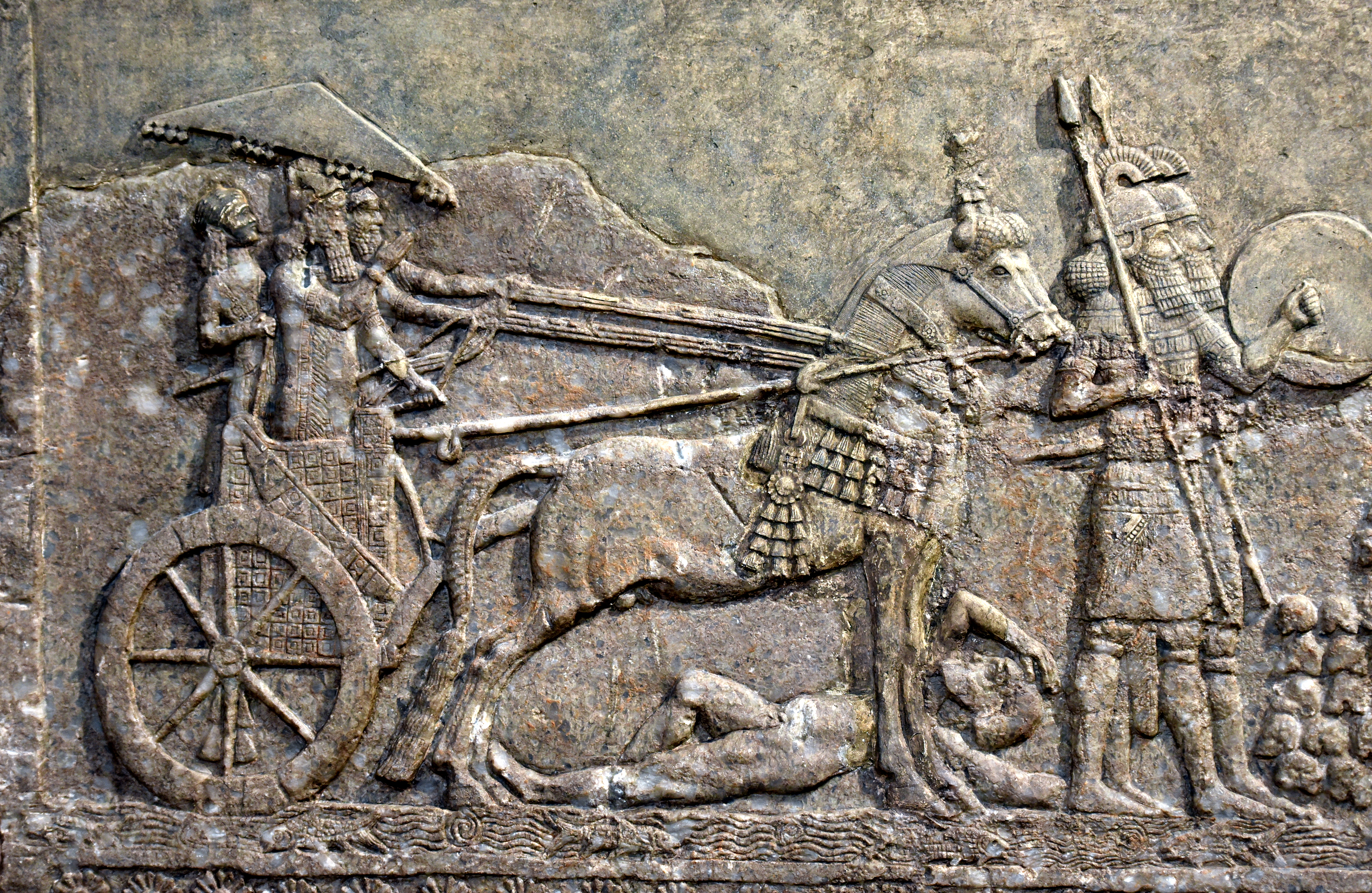
두르샤루킨의 부조로, 전차에 탄 사르곤이 도시를 공격하는 아시리아 군대를 관찰하는 모습.

아시리아 적들에 대한 그러한 처벌 기록이 수없이 많음에도 불구하고, 사르곤의 위협이 실제로 실행되었다는 증거는 없다. 실제로 그랬을 가능성도 낮다. 병사들이 많은 경우 적들에 대한 처벌에 직접 참여했기 때문에, 위협 자체로도 충분했을 것이다. 이러한 접근 방식에도 불구하고 사르곤은 군대에서 인기가 없었던 것은 아니다. 그에게 반대하는 군대 반란이나 군 장교들이 음모에 가담했다는 기록은 없다. 또한 아시리아인들이 군대에 복무하는 주된 동기는 왕의 위협이 아니라 승리 후 얻을 수 있는 빈번한 약탈이었을 가능성도 높다.

### 명성 추구

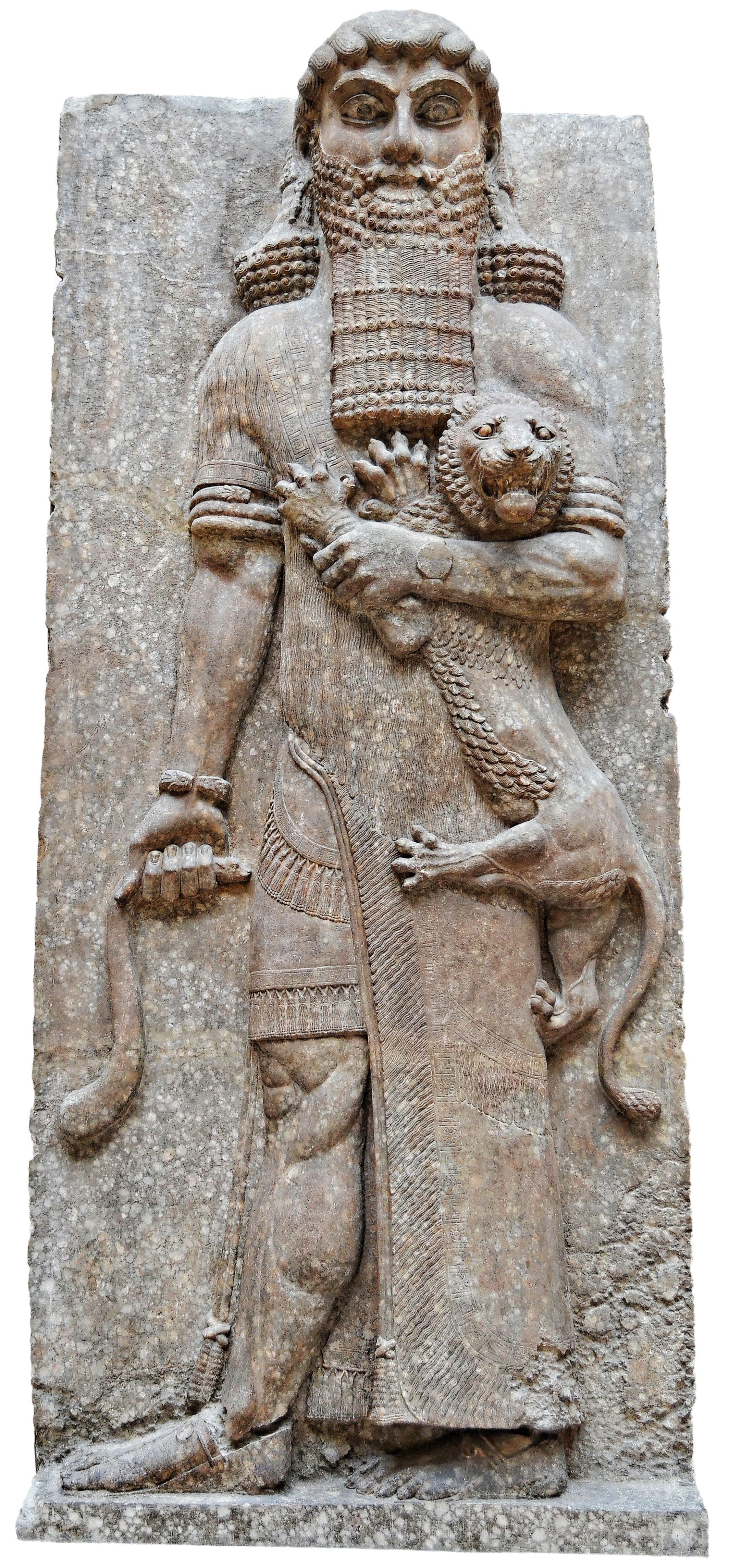
길가메시가 사자를 제압하는 모습을 묘사한 것으로 추정되는 두르샤루킨의 거대한 부조.

거의 모든 아시리아 왕들은 전임자들을 능가하고 영광스러운 통치자로 기억되기를 바랐다. 사르곤은 아카드의 사르곤까지 포함한 모든 이전 왕들을 능가하기를 열망했다. 그는 자신만의 개인숭배를 확립하고 발전시켰는데, 예를 들어 그를 강력한 왕으로 묘사한 석비들을 제작하여 제국 전역, 종종 사람들이 자주 다니는 길목과 같이 눈에 잘 띄는 곳에 배치했다. 두르샤루킨의 궁전에서 사르곤은 벽을 자신과 자신의 업적을 묘사한 부조들로 장식했다. 그는 미래 세대들이 자신을 가장 위대한 왕 중 한 명으로 여기기를 바랐다.
사르곤의 명성에 대한 열망은 두르샤루킨에도 반영되어 있는데, 이 도시는 위치상 명백한 이점이 부족하다는 점을 감안할 때 주로 이념적인 선언으로 건설되었을 가능성이 높다. 아카드의 사르곤이 아카드 도시의 창시자로 인정받았다는 사실에서 영감을 받았을 가능성이 있는 사르곤 2세는 자신의 영광을 위해 두르샤루킨을 건설했으며, 이 도시와 그의 다양한 다른 건축물들이 그의 기억을 후대에 보존할 것이라고 의도했다. 두르샤루킨의 비문들은 사르곤이 황금 시대를 열고 새로운 세계 질서의 시작을 알리고자 하는 열망을 불러일으킨다. 또한 그들은 사르곤의 업적을 파괴할 자들을 비난하고 미래의 왕들이 그의 기억을 존중하도록 격려한다.
아카드의 사르곤 외에도 사르곤 2세가 숭배했던 또 다른 인물은 고대 수메르인 통치자 길가메시였으며, 사르곤 시대에는 주로 길가메시 서사시를 통해 알려졌다. 여러 현존하는 문헌에서 사르곤 2세의 위업은 길가메시 전설과 암묵적으로 비교되었다. 사르곤의 비문 중 우라르투 원정에 대한 부분에서는 사르곤이 우라르투인들과 싸울 뿐만 아니라 지형 자체와도 싸우는 것처럼 보인다. 산들이 사르곤의 진격을 막기 위해 검과 창처럼 솟아오르는 것으로 묘사된 부분은 아마도 아시리아 독자들에게 길가메시 서사시의 유사한 부분을 떠올리게 했을 것이며, 이는 사르곤이 고대 영웅과 동등한 위험에 직면했음을 암시한다. 두르샤루킨의 거대한 부조에는 사자를 가슴에 안고 있는 근육질 남자가 묘사되어 있다. 이 부조에는 정체를 증명하는 비문이 없지만, 학자들은 일반적으로 이를 길가메시를 묘사한 것으로 본다. 길가메시 서사시에서 길가메시는 실제로 불멸을 얻지는 못했지만, 우루크를 둘러싼 인상적인 성벽을 건설함으로써 일종의 불멸을 달성하는데, 이는 그를 능가하고 그의 기억을 영원히 지속시킬 건축물이다.

### 정의의 수호자

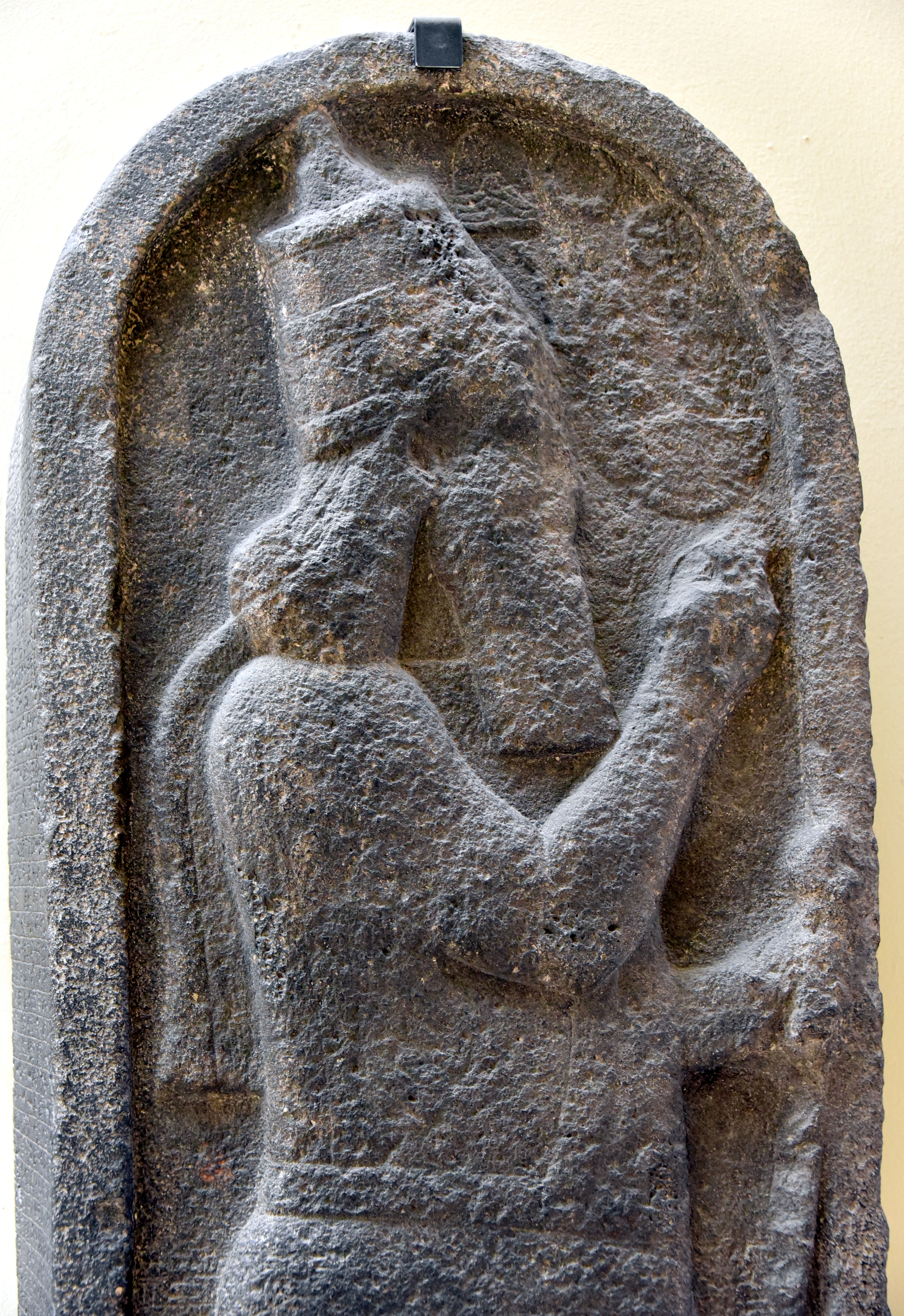
키프로스에서 발견된 사르곤 석비에 새겨진 사르곤 이미지의 근접 촬영.

사르곤은 자신을 "정의의 수호자"라고 칭했으며, "정의와 권리를 유지하고", "강하지 못한 자들에게 지침을 주며", "약한 자들을 해치지 않는" 것이 신에게서 받은 임무라고 여겼다. 사르곤은 자신의 통치 아래 사는 백성들의 보호와 안전을 보장하기 위해 노력했다.
티글라트-필레세르 3세 통치 아래, 정복된 외국 민족을 동화시키고 통합하려는 아시리아의 노력은 본격적으로 시작되었다. 사르곤은 이 정책을 계속하고 확장하여 외국인들을 본래 아시리아인들과 동등한 위치에 놓았다. 사르곤의 정복 기록에는 그가 새로운 영토의 백성들에게 아시리아 심장부의 백성들과 동일한 세금을 부과했다고 명시적으로 언급되어 있다. 사르곤은 또한 동화, 문화 혼합, 그리고 아시리아 생활 방식을 강압적으로 부과하는 대신 가르치는 것을 장려했다. 예를 들어, 두르샤루킨 건설 기록의 한 구절은 다음과 같다.
(모든) 네 (지역)의 백성들, 다른 언어를 가진 외국어 사용자들, 유사성이 없는 다른 언어를 가진 이들, 산악 지역과 평원 출신의 사람들, 신들의 빛처럼 많은 (다른 사람들), 만물의 주인이시여, 우리 주 아슈르의 명령으로 나는 [나의 새 도시] 안에 거주하게 했다 [...]. 모든 직업에 능숙한 본토 아시리아인들을 그들 위에 감독자와 안내자로 세워, 그들에게 올바르게 일하고 신과 왕을 존경하는 법을 가르치게 했다.

왕궁에서 여성들의 권력과 영향력이 사르곤의 통치 시기에 증가했다. 그는 여왕에게 종속되는 새로운 군사 단위를 창설했으며, 이 단위는 사르곤의 후계자들 아래에서 규모와 다양성이 커졌다. 이 단위들은 제국의 군사력의 일부였으며 원정에 참여했다. 사르곤의 동기는 알려져 있지 않지만, 아마도 그는 여성들을 포함한 신뢰하는 친척들에게 권한과 책임을 위임하여 강력한 관리들의 영향력을 줄이고자 했을 것이다. 총사령관의 직책은 두 개로 나뉘어 하나는 여왕의 군대에 할당되었다.
아시리아 왕실 이데올로기에서 아시리아 왕은 아슈르의 신성하게 임명된 인간 대표자였다. 왕은 아시리아 외부의 땅들이 미개하고 아시리아 제국 내의 우주적, 신성한 질서에 위협이 된다고 간주되었기 때문에, 아시리아를 확장할 도덕적, 인도적, 필수적인 의무를 지고 있는 것으로 여겨졌다. 따라서 팽창주의는 혼돈을 문명으로 전환시키는 도덕적 의무로 간주되었다. 아시리아 통치에 대한 저항은 신의 뜻에 대한 저항으로 간주되었다. 반란군과 적들은 신성한 세계 질서에 대한 범죄자이며, 처벌받아 마땅했다. 사르곤의 비문에는 "산골짜기를" 적 병사들의 시신으로 "채웠다"거나 포로들의 눈을 뽑았다는 등의 잔혹 행위가 기록되어 있지만, 사르곤의 비문에는 (다른 왕들, 예를 들어 아슈르나시르팔 2세의 비문과는 달리) 노골적인 사디즘이 많이 나타나지 않는 것으로 보인다. 아시리아 왕들이 저지른 잔혹 행위는 대부분의 알려진 경우 병사들과 엘리트들에게만 향했다. 2016년 현재 사르곤의 알려진 비문이나 부조 중 민간인에게 해를 가하는 것을 언급하거나 보여주는 것은 없다. 거의 모든 다른 아시리아 왕들과 달리, 사르곤은 단순히 침략을 통해서만 지배력을 행사하지 않고, 여러 외국 지배 계층 및 외부 왕들과 좋은 관계를 유지했으며, 충성스러운 봉신들에게 보상하고, 동맹을 맺기 위해 노력했으며, 여러 차례 회개하는 적들을 살려주고 용서했다.
사르곤은 자신을 전임자들보다 훨씬 더 지능적이라고 여겼다. 그는 아시리아 상류층의 일반적인 교육을 받아 아카드어와 수메르어를 배웠고, 산술도 배웠을 가능성이 있다. 사르곤은 또한 예술이나 문학 교육을 받았을 수도 있다. 그는 궁전에 도서관을 지었고 궁전 벽을 예술 작품으로 장식했다. 사르곤은 글쓰기와 서기관 문화를 적극적으로 장려했다. 궁정 학자들은 사르곤 통치 시기에 이전과 이후보다 더 두각을 나타냈다. 사르곤 시대에 알려진 쐐기 문자 편지는 1천 통이 넘는데, 이는 그의 후계자 세 명의 통치 시기를 합친 것보다 많은 수이다.

## 유산

### 잊혀진 사르곤

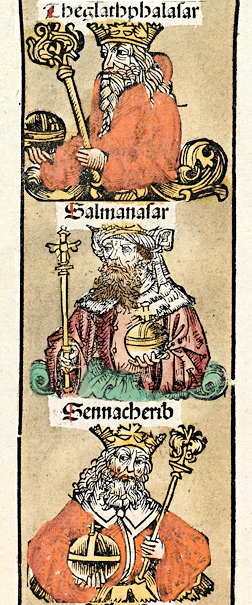
1493년 뉘른베르크 연대기의 일부로 아시리아 왕들을 묘사하고 있다. 이 부분에는 티글라트-필레세르 3세, 샬마네세르 5세, 센나케립이 그려져 있고 사르곤 2세는 생략되어 있다.

사르곤의 고대 아시리아에서의 유산은 그의 죽음 방식에 의해 심각하게 손상되었다. 특히 그의 시신을 수습하지 못한 것은 아시리아에게 큰 심리적 타격이었다. 그 충격과 신학적 의미는 수십 년 동안 그의 후계자들의 통치를 괴롭혔다. 고대 아시리아인들은 매장되지 않은 시신이 유령이 되어 산 자들을 괴롭힐 수 있다고 믿었다. 사르곤은 비참한 사후 세계에 doomed되어 있었다고 여겨졌다. 그의 유령은 영원히 불안하고 굶주린 채 지구를 떠돌 것이었다. 사르곤의 죽음 소식이 아시리아 심장부에 전해진 직후, 영향력 있는 조언자이자 서기관인 나부-주쿠프-케나는 길가메시 서사시 제XII 서판을 복사했다. 이 서판에는 사르곤의 죽음과 소름 끼치게 유사한 부분이 상세하게 묘사된 비참한 함의가 포함되어 있는데, 이는 서기관에게 충격과 고통을 주었음에 틀림없다. 레반트에서는 사르곤의 오만 (자기애)이 조롱받았다. 성경 이사야서에서 외국 통치자를 꾸짖는 부분이 사르곤을 기반으로 한 것으로 여겨진다.
센나케립은 아버지의 죽음에 경악했다. 아시리아학자 에카르트 프람은 센나케립이 너무 깊이 영향을 받아 외상 후 스트레스 장애를 겪기 시작했다고 믿는다. 센나케립은 일어난 일을 인정하고 정신적으로 처리할 수 없었다. 사르곤의 전투에서의 불명예스러운 죽음과 그의 매장이 없었다는 사실은 그가 신들이 완전히 자신을 버리게 만든 심각하고 용서할 수 없는 죄를 저질렀다는 신호로 여겨졌다. 센나케립은 사르곤이 바빌론을 장악함으로써 바빌론의 신들을 불쾌하게 했을 것이라고 결론 내렸다.
센나케립은 사르곤과 거리를 두기 위해 할 수 있는 모든 것을 다했으며, 사르곤의 기억을 기리기 위한 어떤 글도 쓰거나 건물을 짓지 않았다. 그의 첫 건축 프로젝트 중 하나는 지하 세계의 신인 네르갈에게 헌정된 사원을 복원하는 것이었는데, 이는 사르곤의 운명과 관련되었을 수 있는 신을 달래기 위한 의도였을 것이다. 센나케립은 또한 두르샤루킨이 완전히 새롭고 왕궁을 수용하기 위해 건설되었음에도 불구하고 수도를 니네베로 옮겼다. 사르곤이 자신의 통치 일부를 길가메시를 본떴다는 점을 고려하면, 프람은 센나케립이 길가메시 서사시 때문에 두르샤루킨을 버렸을 가능성이 있다고 믿는다. 강력한 왕의 분노하고 굶주린 영혼은 센나케립이 그곳에서 궁정을 열 수 없다는 것을 의미할까 봐 두려워했을 수도 있다. 센나케립은 사르곤의 이미지와 업적을 제국에서 없애기 위해 많은 시간과 노력을 들였다. 아수르 신전에서 사르곤이 만든 이미지들은 안뜰의 높이를 올려 보이지 않게 만들었고, 사르곤의 왕비 아탈리아는 전통적인 매장 관습을 무시하고 다른 여성과 같은 관에 서둘러 매장되었다. 그럼에도 불구하고 센나케립은 아버지의 복수를 시도했으며, 704년에 타발로 원정대를 보내 구르디를 죽이고 아마도 사르곤의 시신을 수습하려 했다. 성공 여부는 알려져 있지 않다.
센나케립의 통치 이후, 사르곤은 때때로 후대 왕들의 조상으로 언급되었다. 아시리아는 기원전 7세기 후반에 멸망했다. 북부 메소포타미아의 현지 주민들은 고대 아시리아를 잊지 않았지만, 그 이후 수세기 동안 서유럽에서 아시리아에 대한 지식은 고전 작가들과 성경의 기록에서 비롯되었다. 센나케립의 노력 때문에 사르곤은 이 작품들이 쓰여질 무렵에는 거의 기억되지 않았다. 사르곤은 19세기에 두르샤루킨이 재발견되기 전까지 아시리아학에서 잘 알려지지 않은 인물이었다. 그의 이름은 성경에 한 번 나타난다(이사야 20장 1절). 많은 아시리아학 해설가들은 성경에 그의 이름이 나타나는 것에 당황했고, 사르곤이 단순히 더 잘 알려진 왕들, 일반적으로 샬마네세르, 센나케립 또는 에사르하돈의 별명이라고 믿었다.

### 사르곤 재발견

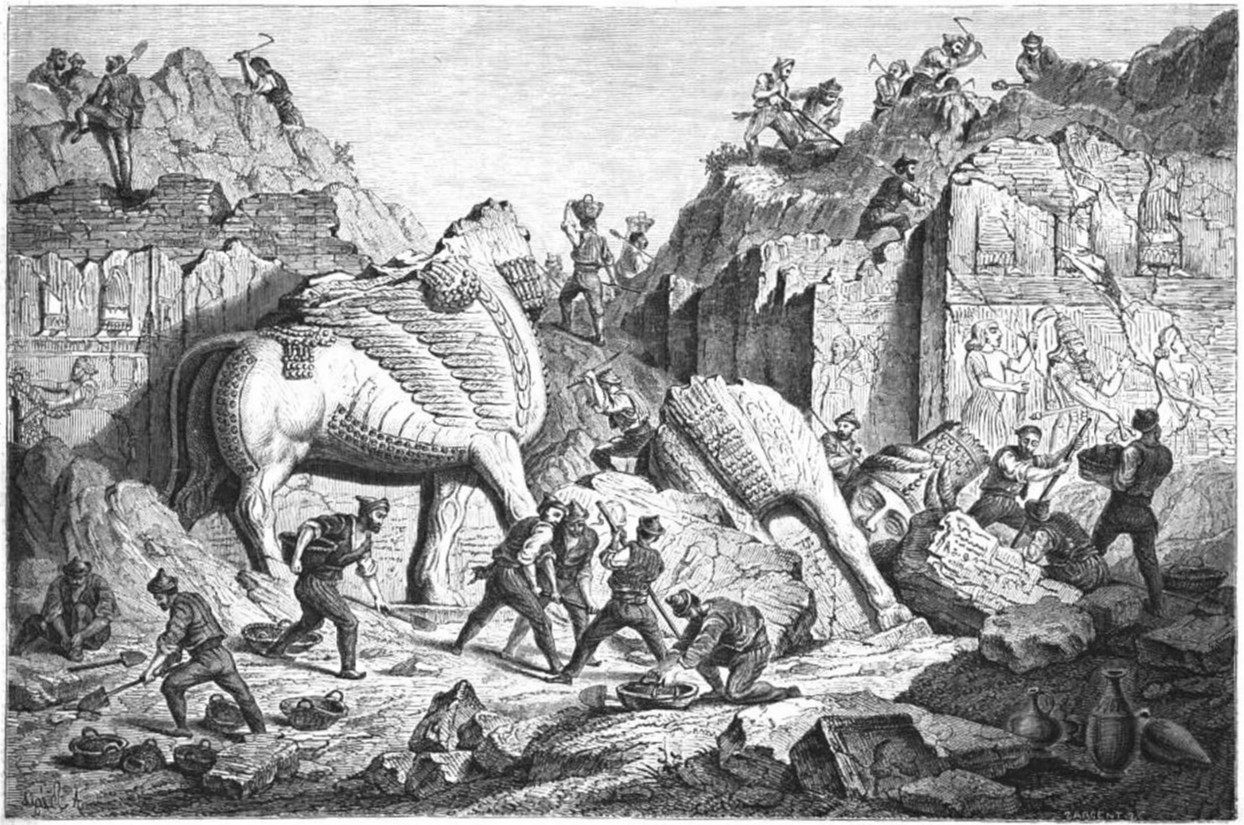
1861년 외젠 플랑댕의 두르샤루킨 유적 발굴 삽화

유럽 탐험가와 고고학자들은 19세기 초 북부 메소포타미아에서 발굴을 시작했다. 이 시기에 일부 학자들은 사르곤을 샬마네세르와 센나케립 사이에 별개의 왕으로 보았다. 두르샤루킨은 우연히 발견되었다. 폴-에밀 보타는 니네베에서 발굴 작업을 하던 중 1843년 현지 주민들로부터 그 소식을 들었다. 보타와 그의 조수 빅토르 플라스의 지휘 아래 거의 모든 궁전이 발굴되었고, 주변 도시의 일부도 발굴되었다. 1847년, 사르곤 궁전에서 발견된 유물들로 구성된 최초의 아시리아 조각 전시회가 루브르 박물관에서 열렸다. 보타가 1849년에 발표한 그의 발굴 보고서는 엄청난 관심을 불러일으켰다. 두르샤루킨에서 발굴된 많은 유물이 현지 보존되었지만, 부조와 다른 유물들은 루브르 박물관, 시카고 대학교 동양 연구소, 이라크 박물관을 비롯한 전 세계에서 전시되었다.
1845년에 이시도르 뢰벤슈테른은 사르곤이 두르샤루킨의 건축자라고 처음으로 제안했지만, 그는 쐐기 문자 오독을 바탕으로 이 식별을 했다. 쐐기 문자가 해독된 후, 고고학자 아드리앙 프레보 드 롱페리에는 1847년에 왕의 이름이 사르곤임을 확인했다. 논의와 논쟁은 수년간 계속되었고, 사르곤은 1860년대에 이르러서야 아시리아학자들에게 별개의 왕으로 완전히 받아들여졌다. 그의 시대에 남겨진 수많은 자료 덕분에 사르곤은 그의 많은 전임자들과 후계자들, 그리고 고대 아카드의 사르곤보다 더 잘 알려져 있다. 현대 아시리아학자들은 사르곤이 그의 통치 기간 동안 이루어진 아시리아 영토의 상당한 확장과 그의 정치 및 군사 개혁을 고려할 때 가장 중요한 아시리아 왕 중 한 명이었다고 평가한다. 사르곤은 안정적이고 강력한 제국을 남겼지만, 그의 후계자들이 통제하기에는 어려움이 있었다. 센나케립은 그의 통치에 대한 여러 반란에 직면해야 했고, 일부는 사르곤의 죽음 방식 때문에 발생했지만, 결국 모두 진압되었다. 엘라이는 2017년에 사르곤을 "제국의 진정한 창시자"이자 "살면서 모든 것을 성공했지만, 죽음에서는 완전히 실패한" 인물로 평가했다. 20세기 초 이후로 사르곤은 현대 아시리아인들 사이에서 흔한 이름이 되었다.

## 칭호

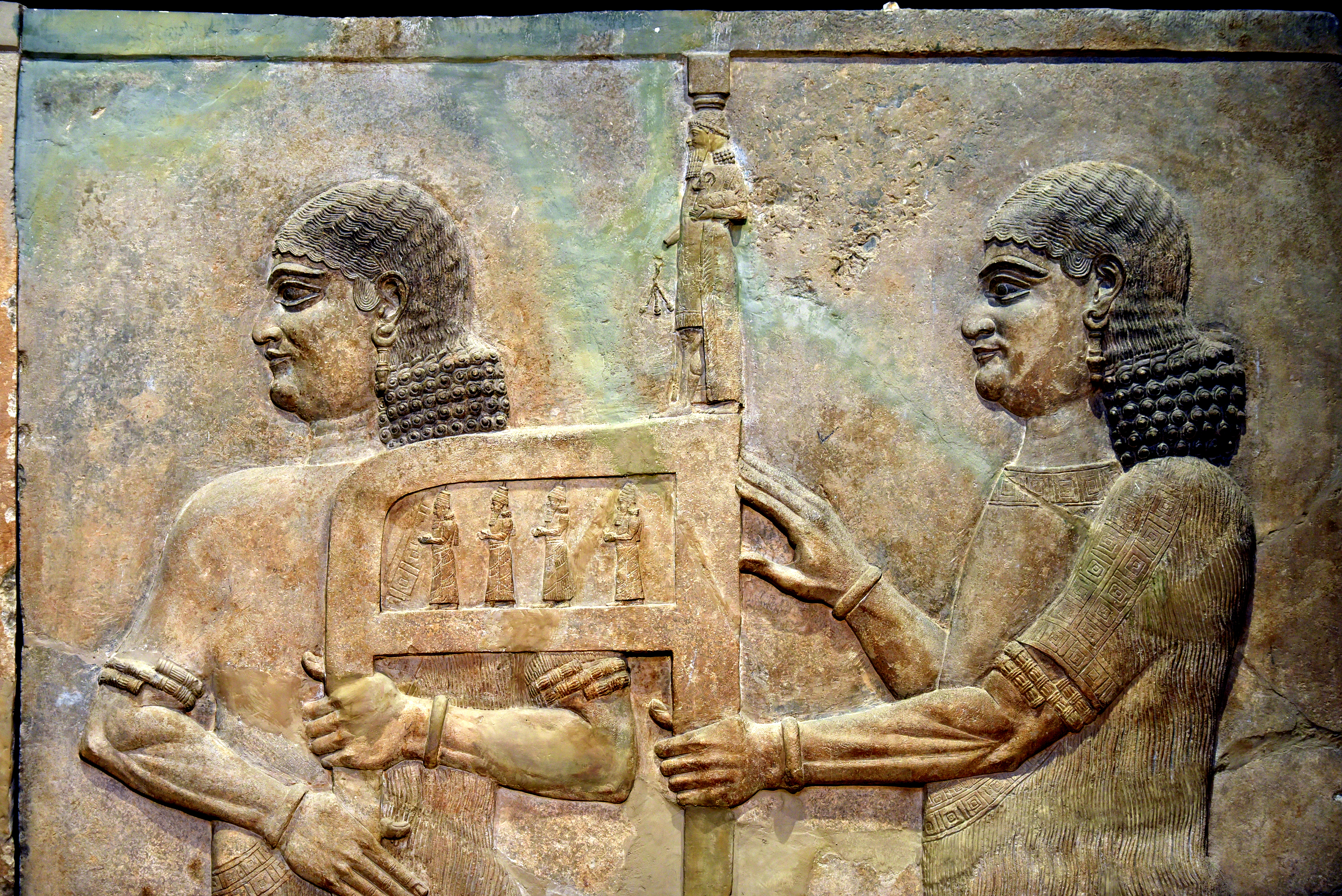
두르샤루킨의 부조로, 사르곤의 왕좌를 나르는 환자들을 묘사하고 있다.

키프로스의 사르곤 석비에는 사르곤에게 다음과 같은 칭호가 부여되어 있다.
위대한 왕, 강력한 왕, 우주의 왕, 아시리아의 왕, 바빌론의 총독, 수메르와 아카드의 왕, 세상의 네 모퉁이의 왕, 내 앞에 가는 위대한 신들(아슈르, 나부 그리고 마르둑)이 편애하는 자. 그들은 내게 비할 데 없는 왕국을 맡겼고, 나의 은혜로운 이름이 최고의 명성을 얻게 하셨다.

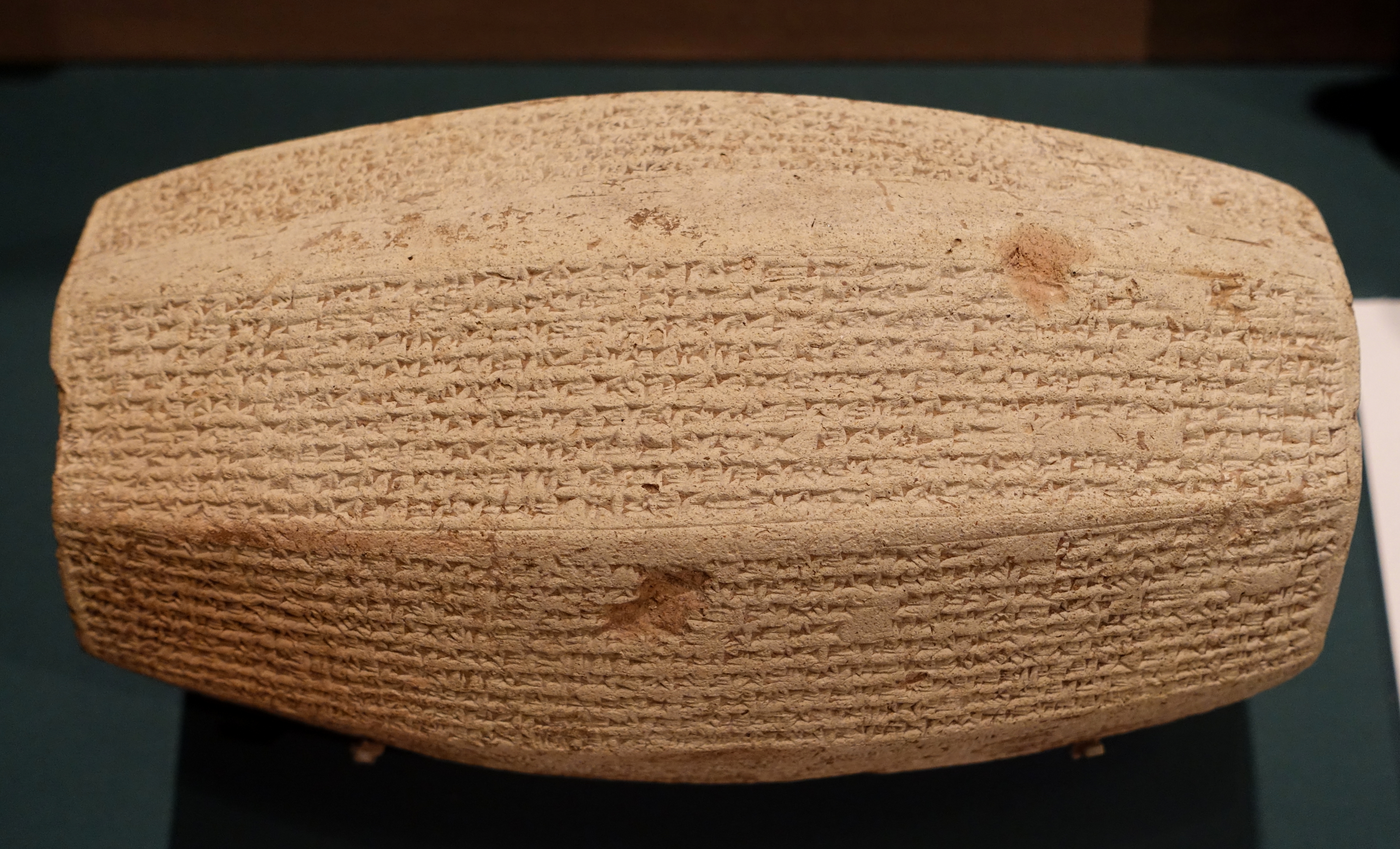
사르곤이 두르샤루킨을 건설한 것을 기념하는 프리즘.

님루드에 있는 아슈르나시르팔 2세 궁전의 복원 작업 기록(사르곤의 바빌로니아 재정복 이전에 작성됨)에서 사르곤은 다음과 같은 더 긴 칭호를 사용했다.
사르곤, 엔릴의 총독, 아슈르의 사제, 아누와 엔릴의 선택받은 자, 강력한 왕, 우주의 왕, 아시리아의 왕, 세상의 네 모퉁이의 왕, 위대한 신들이 편애하는 자, 정당한 통치자, 아슈르와 마르둑이 부르셨고, 그들의 이름이 최고의 명성을 얻게 하셨다; 강력한 영웅, 공포로 옷 입은 자, 적을 쓰러뜨리기 위해 자신의 무기를 내뿜는 자; 용감한 전사, 그의 통치 시작 이래 그와 동등한 왕자가 없었고, 정복자나 경쟁자가 없었던 자; 해 뜨는 곳부터 해 지는 곳까지 모든 땅을 그의 지배 아래 두었고, 엔릴의 백성을 통치하게 된 자; 호전적인 지도자, 에아가 가장 위대한 힘을 부여한 자, 그가 뽑은 칼은 저항할 수 없는 자; 고귀한 왕자, 데르 변두리에서 엘람의 왕 훔반-니카시 1세와 맞닥뜨려 그를 물리친 자; 멀리 떨어진 유다 땅을 정복한 자; 하마 백성을 끌고 갔고, 그들의 왕 야후-비흐디를 사로잡은 자; 사악한 적들인 카크메 백성을 격퇴한 자; 혼란스러운 만나이 부족들을 질서 있게 만든 자; 그의 땅의 마음을 기쁘게 한 자; 아시리아의 국경을 확장한 자; 근면한 통치자; 불성실한 자들의 덫; 하티의 왕 피시리를 사로잡고 그의 수도 카르케미시에 그의 관리를 세운 자; 타발의 왕 키아키에 속한 시누흐투 백성을 끌고 가서 그의 수도 아수르로 데려온 자; 무스키 땅에 그의 멍에를 씌운 자; 만나이인, 카랄루, 파디리를 정복한 자; 그의 땅의 복수를 한 자; 해 뜨는 곳까지 멀리 떨어진 메디아인들을 전복시킨 자.

## 같이 보기
- 아시리아의 왕
- 신아시리아 제국의 군사사
- 사르곤 2세의 프리즘
- 사르곤 2세 연대기

## 내용주
1. ↑  사르곤의 아들이자 후계자인 센나케립(r. 705–681)은 기원전 700년에 바빌론의 봉신왕으로 선포된 아슈르-나딘-슈미라는 아들을 두었다. 왕이 되기 위해서는 아슈르-나딘-슈미가 20세 미만일 수 없었다. 아시리아인들은 26세에서 32세 사이에 결혼하는 경향이 있었으므로(왕족은 더 일찍 결혼할 수도 있었지만), 센나케립은 아마도 c. 기원전 745년에 태어났을 것이다(늦어도 c. 기원전 740년). 센나케립은 사르곤의 장남이 아니었으므로, 사르곤의 출생 연대는 c. 기원전 770년(늦어도 c. 기원전 760년)으로 추정된다.[6]
2. ↑  사르곤의 손자 에사르하돈이 쓴 글에는 사르곤이 바빌로니아에서 지나치게 관대하고 방자했다는 비판이 언급되어 있다.[85]
3. ↑  태양신 샤마쉬를 의미한다.[127]
4. ↑  제XII 서판에는 길가메시와 그의 동료 엔키두가 "전투에서 죽은 남자"("그의 아버지와 어머니가 그의 머리를 잡고, 그의 아내가 그를 위해 운다"), "매장되지 않은 남자"("그의 유령은 지하 세계에서 안식을 얻지 못한다"), 그리고 "장례 제물을 받을 수 없는 남자"("그는 냄비 조각과 길거리에 뿌려진 빵 부스러기를 뜨겁게 한다")의 운명에 대해 논의하는 부분이 포함되어 있다.[122]
5. ↑  그의 손자 에사르하돈(r. 기원전 681–669년),[143] 증손자 샤마시-슘-우킨 (바빌로니아에서 r. 기원전 668–648년)[144] 그리고 고손자 신샤리쉬쿤(r. 기원전 627–612년)의 비문에서 그렇게 언급되었다.[145]

## Sources
- Akopian, Arman (2017). 《Introduction to Aramean and Syriac Studies》. Piscataway: Gorgias Press. ISBN 978-1-4632-0738-0.
- Bagg, Ariel (2016). 〈Where is the Public? A New Look at the Brutality Scenes in Neo-Assyrian Royal Inscriptions and Art〉.   Battini, Laura. 《Making Pictures of War: Realia et Imaginaria in the Iconology of the Ancient Near East》. Archaeopress Ancient Near Eastern Archaeology. Oxford: Archaeopress. doi:10.2307/j.ctvxrq18w.12. ISBN 978-1-78491-403-5.
- Bauer, Susan Wise (2007). 《The History of the Ancient World: From the Earliest Accounts to the Fall of Rome》. New York: W. W. Norton & Company. ISBN 978-0-393-05974-8.
- Bedford, Peter R. (2009). 〈The Neo-Assyrian Empire〉.   Morris, Ian; Scheidel, Walter. 《The Dynamics of Ancient Empires: State Power from Assyria to Byzantium》. Oxford: Oxford University Press. ISBN 978-0-19-537158-1.
- Brinkman, John Anthony (1973). 《Sennacherib's Babylonian Problem: An Interpretation》. 《Journal of Cuneiform Studies》 25. 89–95쪽. doi:10.2307/1359421. JSTOR 1359421. S2CID 163623620.
- Chen, Fei (2020). 〈A List of Assyrian Kings〉. 《Study on the Synchronistic King List from Ashur》. BRILL. ISBN 978-90-04-43091-4.
- Cogan, Mordechai (2017). 《Restoring the Empire》. 《Israel Exploration Journal》 67. 151–167쪽. JSTOR 26740626.
- Dalley, Stephanie (2017). 〈Assyrian Warfare〉.   E. Frahm. 《A Companion to Assyria》. Hoboken: John Wiley & Sons. ISBN 978-1-444-33593-4.
- Damerji, Muayyad Said (2008). 《An Introduction to the Nimrud Tombs》. Nimrud Conference. 81–82쪽. ISBN 978-0-903472-24-1.
- Darling, Linda T. (2013). 《A History of Social Justice and Political Power in the Middle East: The Circle of Justice From Mesopotamia to Globalization》. London: Routledge. ISBN 978-0-415-50361-7.
- Dubovský, Peter (2006). 《Tiglath-pileser III's Campaigns in 734-732 B.C.: Historical Background of Isa 7; 2 Kgs 15-16 and 2 Chr 27-28》. 《Biblica》 87. 153–170쪽. JSTOR 42614666.
- Dubovský, Peter (2006). 《Hezekiah and the Assyrian Spies: Reconstruction of the Neo-Assyrian Intelligence Services and Its Significance for 2 Kings 18-19》. Rome: Gregorian & Biblical Press. ISBN 978-88-7653-352-5.
- Düring, Bleda S. (2020). 《The Imperialisation of Assyria: An Archaeological Approach》. Cambridge: Cambridge University Press. ISBN 978-1-108-47874-8.
- Elayi, Josette (2017). 《Sargon II, King of Assyria》. Atlanta: Society of Biblical Literature Press. ISBN 978-1-62837-177-2.
- Elayi, Josette (2018). 《Sennacherib, King of Assyria》. Atlanta: Society of Biblical Literature Press. ISBN 978-0-88414-317-8.
- Fales, Frederick Mario (2014). 〈The Two Dynasties of Assyria〉.   Gaspa, Salvatore; Greco, Alessandro; Morandi Bonacossi, Daniele; Ponchia, Simonetta; Rollinger, Robert. 《From Source to History: Studies on Ancient Near Eastern Worlds and Beyond》. Münster: Ugarit Verlag. ISBN 978-3-86835-101-9.
- Foster, Benjamin R. (2016). 《The Age of Agade: Inventing Empire in Ancient Mesopotamia》. New York: Routledge. ISBN 978-1-138-90971-7.
- Frahm, Eckart (2014). 〈Family Matters: Psychohistorical Reflections on Sennacherib and His Times〉.   Kalimi, Isaac; Richardson, Seth. 《Sennacherib at the Gates of Jerusalem: Story, History and Historiography》. Leiden: Brill Publishers. ISBN 978-90-04-26561-5.
- Frahm, Eckart (2017). 〈The Neo-Assyrian Period (ca. 1000–609 BCE)〉.   E. Frahm. 《A Companion to Assyria》. Hoboken: John Wiley & Sons. ISBN 978-1-444-33593-4.
- Frame, Grant (2021). 《The Royal Inscriptions of Sargon II, King of Assyria (721–705 BC)》 2. University Park: Eisenbrauns. doi:10.5325/j.ctv1g8092k. ISBN 978-1-64602-109-3. JSTOR 10.5325/j.ctv1g8092k.
- Garelli, Paul (1991). 〈The Achievement of Tiglath-pileser III: Novelty or Continuity?〉.   Cogan, M.; Eph'al, I. 《Studies in Assyrian History and Ancient Near Eastern Historiography Presented to Hayim Tadmor》. Jerusalem: Magnes. OCLC 23965475.
- Helle, Sophus (2021). 《Gilgamesh: A New Translation of the Ancient Epic》. London: Yale University Press. ISBN 978-0-300-25118-0.
- Holloway, Steven W. (2003). 〈The Quest for Sargon, Pul and Tiglath-Pileser in the Nineteenth Century〉.   Chavalas, Mark W.; Younger, K. Lawson Jr. 《Mesopotamia and the Bible》. Edinburgh: A&C Black. ISBN 978-1-84127-252-8.
- Hurowitz, Victor Avigdor (2010). 〈Name Midrashim and Word Plays on Names in Akkadian Historical Writings〉.   Horowitz, Wayne; Gabbay, Uri; Vukosavovic, Filip. 《A Woman of Valor: Jerusalem Ancient Near Eastern Studies in Honor of Joan Goodnick Westenholz》. Madrid: CSIC Press. ISBN 978-84-00-09182-8.
- Jakubiak, Krzysztof (2004). 《Some remarks on Sargon II's eighth campaign of 714 BC》. 《Iranica Antiqua》 39. 191–202쪽. doi:10.2143/IA.39.0.503895.
- Karlsson, Mattias (2017). “Assyrian Royal Titulary in Babylonia” (PDF). S2CID 6128352.
- Kertai, David (2013). 《The Queens of the Neo-Assyrian Empire》. 《Altorientalische Forschungen》 40. 108–124쪽. doi:10.1524/aof.2013.0006. S2CID 163392326.
- Kovacs, Maureen Gallery (1989). 《The Epic of Gilgamesh》. Stanford: Stanford University Press. ISBN 0-8047-1589-0.
- Livingstone, Alasdair (2017). 〈Assyrian Literature〉.   E. Frahm. 《A Companion to Assyria》. Hoboken: John Wiley & Sons. ISBN 978-1-444-33593-4.
- Luckenbill, Daniel David (1927). 《Ancient Records of Assyria and Babylonia Volume 2: Historical Records of Assyria From Sargon to the End》. Chicago: University of Chicago Press. OCLC 179907647.
- Melville, Sarah C. (2016). 《The Campaigns of Sargon II, King of Assyria, 721–705 B.C.》. Norman: University of Oklahoma Press. ISBN 978-0-8061-5403-9.
- Melville, Sarah C. (2019). 《Neo-Assyrian Women Revisited》. 《Journal of the American Oriental Society》 139. 687–692쪽. doi:10.7817/jameroriesoci.139.3.0687. JSTOR 10.7817/jameroriesoci.139.3.0687. S2CID 211660781.
- Novák, Mirko (2016). 〈Assyrians and Arameans: Modes of Cohabitation and Acculuration at Guzana (Tell Halaf)〉.   Aruz, Joan; Seymour, Michael. 《Assyria to Iberia: Art and Culture in the Iron Age》. New York: Metropolitan Museum of Art. ISBN 978-1-58839-606-8.
- Parker, Bradley J. (2011). 《The Construction and Performance of Kingship in the Neo-Assyrian Empire》. 《Journal of Anthropological Research》 67. 357–386쪽. doi:10.3998/jar.0521004.0067.303. JSTOR 41303323. S2CID 145597598.
- Radner, Karen (2010). 〈The stele of Sargon II of Assyria at Kition: A focus for an emerging Cypriot identity?〉.   Rollinger, Robert; Gufler, Birgit; Lang, Martin; Madreiter, Irene. 《Interkulturalität in der Alten Welt: Vorderasien, Hellas, Ägypten und die vielfältigen Ebenen des Kontakts》. Leipzig: Harrassowitz Verlag. ISBN 978-3-447-06171-1.
- Radner, Karen (2017). 〈Economy, Society, and Daily Life in the Neo-Assyrian Period〉.   E. Frahm. 《A Companion to Assyria》. Hoboken: John Wiley & Sons. ISBN 978-1-444-33593-4.
- Reade, Julian (2011). 《The Evolution of Assyrian Imperial Architecture: Political Implications and Uncertainties》. 《Mesopotamia》 XLVI. 109–125쪽. ISSN 0076-6615.
- Svärd, Saana (2015). 《Changes in Neo-Assyrian Queenship》. 《State Archives of Assyria Bulletin》 XXI. 157–171쪽. ISSN 1120-4699.
- Svärd, Saana (2016). 〈Neo-Assyrian elite women〉.   Budin, Stephanie Lynn; MacIntosh Turfa, Jean. 《Women in Antiquity: Real women across the Ancient World》. Oxford: Routledge. ISBN 978-1-138-80836-2.
- Trolle Larsen, Mogens (2017). 〈The Archaeological Exploration of Assyria〉.   E. Frahm. 《A Companion to Assyria》. Hoboken: John Wiley & Sons. ISBN 978-1-444-33593-4.
- Van Der Spek, Robartus (1977). 《The struggle of king Sargon II of Assyria against the Chaldaean Merodach-Baladan (710-707 B.C.)》. 《JEOL》 25. 56–66쪽.
- Wilson, Ian D. (2017). 《Kingship and Memory in Ancient Judah》. Oxford: Oxford University Press. ISBN 978-0-19-049990-7.
- Yamada, Keiko; Yamada, Shiego (2017). 〈Shalmaneser V and His Era, Revisited〉.   Baruchi-Unna, Amitai; Forti, Tova; Aḥituv, Shmuel; Ephʿal, Israel; Tigay, Jeffrey H. 《"Now It Happened in Those Days": Studies in Biblical, Assyrian, and Other Ancient Near Eastern Historiography Presented to Mordechai Cogan on His 75th Birthday》 2. Winona Lake, Indiana: Eisenbrauns. ISBN 978-1-57506-760-5.

| 사르곤 2세 사르곤 왕조출생: c. 770–760 BC 사망: 705 BC |                            |               |
| 이전 샬마네세르 5세                                    | 아시리아의 왕 722 – 705 BC | 이후 센나케립 |
| 이전 마르둑-아플라-이디나 2세                          | 바빌론의 왕 710 – 705 BC   | 이후 센나케립 |